# オーストリア航空

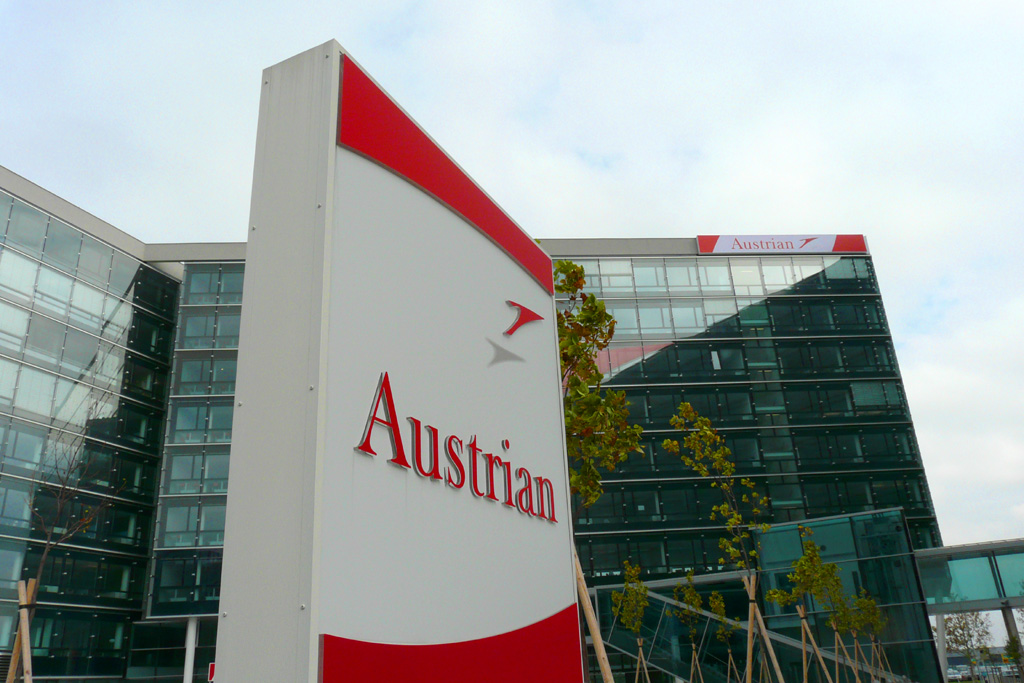
オーストリア航空の本部

オーストリア航空（オーストリアこうくう、Austrian Airlines AG）は、オーストリア共和国の航空会社。オーストリアのフラッグ・キャリアであるが、資本関係としてはルフトハンザドイツ航空の傘下にある。

## 歴史

### 設立までのオーストリアの航空会社
- 1923年5月3日、ウォルター・バルダ・バルデナウはオーストリア政府から航空会社設立の承認を受け、オーストリア航空を設立。当初は、ドイツの航空機メーカーのユンカースと資本関係をもっており、導入機材も多くがユンカース製だった。
- 1923年5月14日、ユンカースF13を使用し、ウィーン-ミュンヘン間で運航を開始した[2]。
- 1927年、ルフトハンザドイツ航空と提携を開始。
- 1938年、ユンカースJu 90を使用して、ローマ、パリ、ロンドン路線の開設を計画していたが、1938年3月にナチス・ドイツがオーストリアを併合し、これらの計画は中止された。
- 1939年1月1日、ルフトハンザドイツ航空の傘下に入った[2]。

- 第2次世界大戦後、1955年のオーストリア国家条約でオーストリアの独立が回復し、エア・オーストリアとオーストリアン・エアウェイズという2つの航空会社が設立された。

### 設立
- 1957年4月4日、エア・オーストリアとオーストリアン・エアウェイズが合併して設立。
- 1958年3月31日、ビッカース バイカウントを使用し、チューリッヒ、ロンドン線で運航を開始。
- 1963年2月18日、初のジェット機としてシュド・カラベルを発注[3]。
- 1963年5月1日、国内線の運航を開始。
- 1969年、初の長距離路線として、ニューヨークに就航。なお、1971年に需要を理由に運休している。
- 1971年、マクドネル・ダグラスDC-9を導入。1977年10月13日には、DC-9-80を世界で初めて発注。
- 1980年10月26日、マクドネル・ダグラスMD-81を導入。1984年には、MD-87を世界で初めて発注。
- 1988年、ウィーン証券取引所で新規株式公開を行った[4]。
- 1989年3月26日、エアバスA310-300を使用し、長距離路線のニューヨーク/JFK路線を再開。
- 1997年3月にラウダ航空、12月にはチロリアン航空を傘下に収める[5]。
- 2000年3月、航空連合スターアライアンスに加盟する。
- 2008年6月、メリルリンチはオーストリア政府に航空会社を外国企業に売却するよう勧告し、ルフトハンザドイツ航空、エールフランス-KLMオランダ航空、ロイヤルヨルダン航空、中国国際航空、ターキッシュエアラインズ、アエロフロート航空、S7航空、シンガポール航空が関心を示した。
- 2008年12月、ルフトハンザドイツ航空がオーストリア航空グループの株式41.56パーセントを取得し、ルフトハンザ・グループに入る事が明らかになった[6]。
- 2009年9月3日：ルフトハンザドイツ航空が株式の90%以上を取得し、オーストリア航空を買収した[7][8]。
- 2012年7月、ラウダ航空を統合する[9]。
- 2015年4月1日、チロリアン航空を統合し、新ブランドを発表する。
- 2018年、創立60周年を記念し、新ブランド、塗装を発表。
- 2020年3月18日から、新型コロナウイルスの感染拡大を受け、全便の運航を停止[10]。
- 2020年6月中旬、運航を再開[11]。なお、航空需要の減退の予測から保有するボーイング767を半減させ、エアバスA319、DHC-8型機を早期退役させた[12]。
- 2021年6月23日、15カ月間に及んだ「プレイター(Preighter)」運用を終了した。プレイターとは旅客機を最低限の改修で一時的に貨物機として運用することであり、オーストリア航空はボーイング777-200ER型機2機をプレイターとしていた[13]。

## 保有機材

### 運用機材
| 機材                 | 運用数 | 発注数 | 座席数 | 座席数 | 座席数 | 座席数 | 備考                   |
| 機材                 | 運用数 | 発注数 | C      | W      | Y      | 合計   | 備考                   |
| -------------------- | ------ | ------ | ------ | ------ | ------ | ------ | ---------------------- |
| エアバスA320-200     | 29     | -      | -      | -      | 174    | 174    |                        |
| エアバスA320-200     | 29     | -      | -      | -      | 180    | 180    |                        |
| エアバスA320neo      | 5      | -      | -      | -      | 180    | 180    |                        |
| エアバスA321-100     | 3      | -      | -      | -      | 200    | 200    |                        |
| エアバスA321-200     | 3      | -      | -      | -      | 200    | 200    |                        |
| ボーイング767-300ER  | 3      | -      | 24     | 30     | 157    | 211    | 787-9に置き換え予定    |
| ボーイング777-200ER  | 6      | -      | 32     | 40     | 258    | 330    | 787-9に置き換え予定    |
| ボーイング787-9      | 2      | 9      | 26     | 21     | 247    | 297    | 767と777を置き換え予定 |
| エンブラエル ERJ-195 | 17     | -      | -      | -      | 120    | 120    |                        |
| 計                   | 68     | 9      |        |        |        |        |                        |

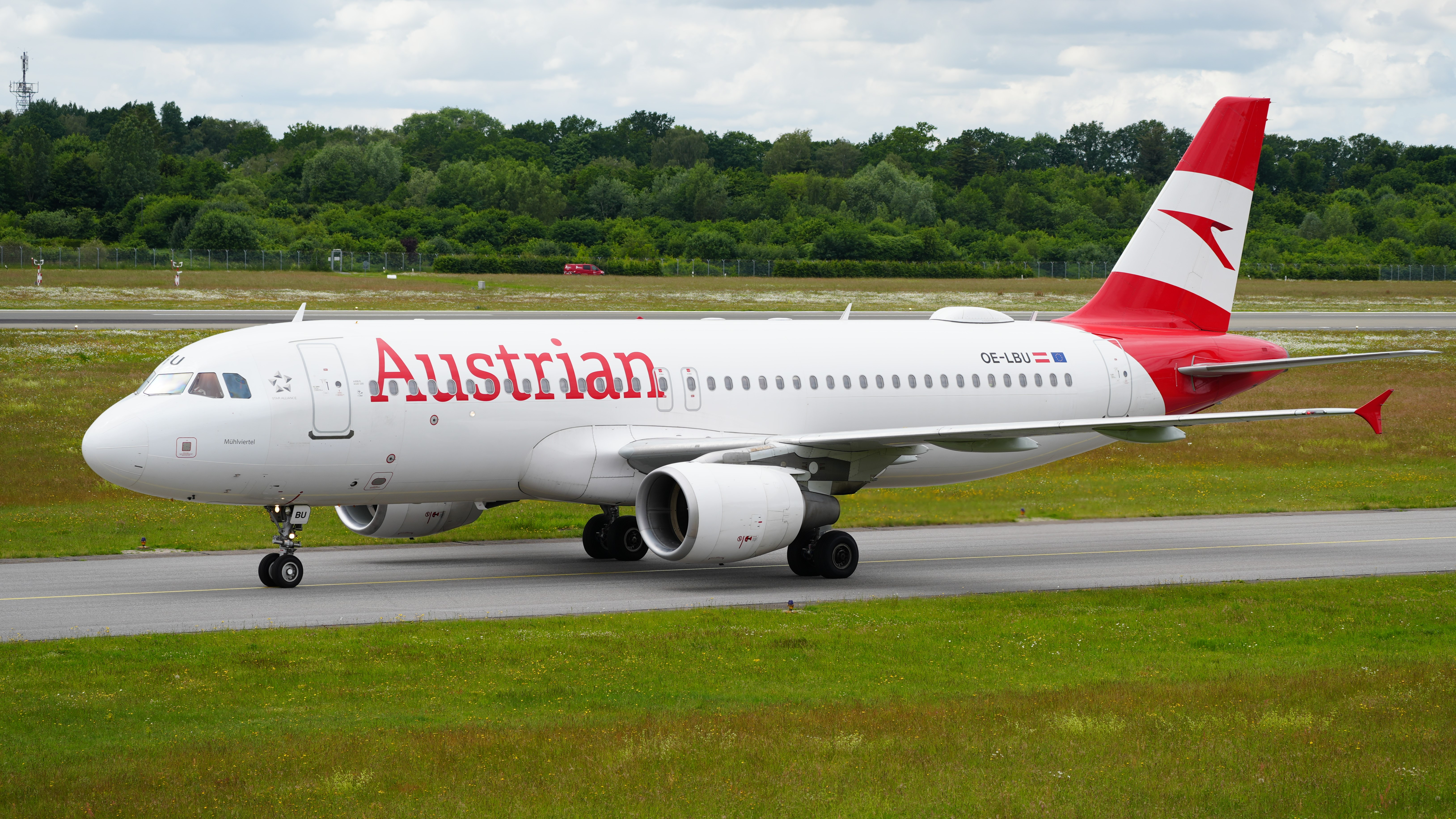
エアバスA320-200
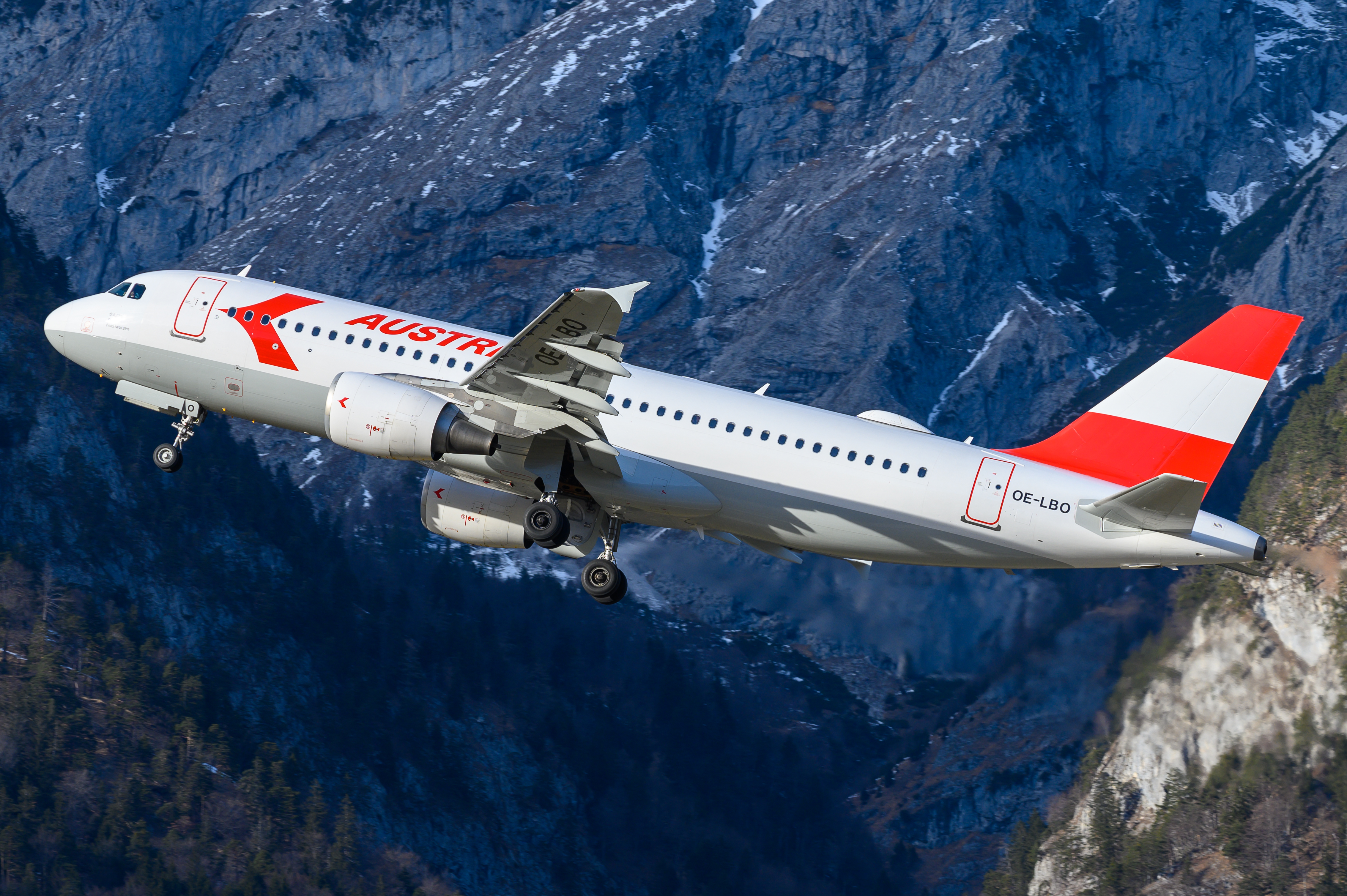
エアバスA320-200（80年代レトロ塗装）
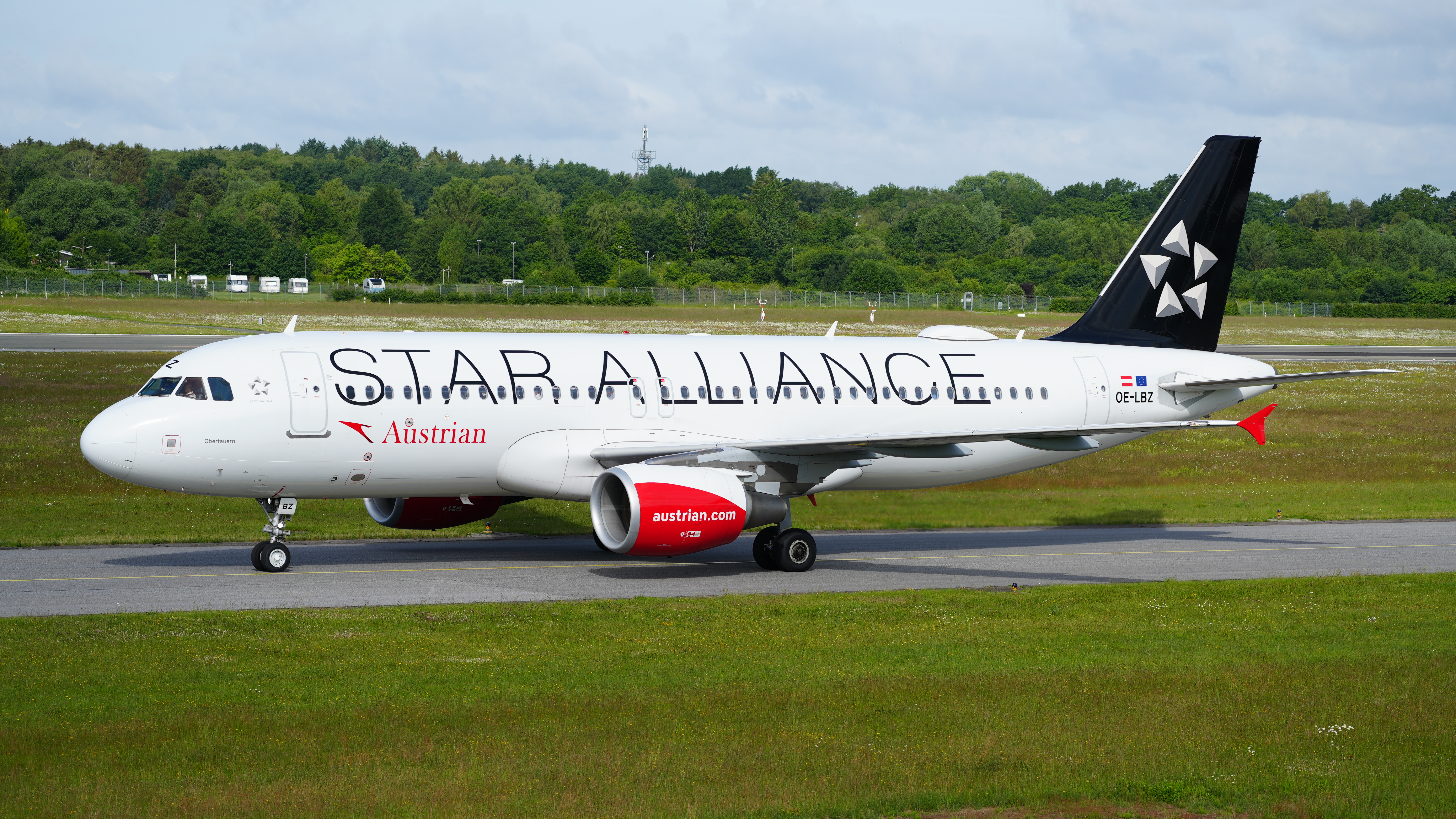
エアバスA320-200（スターアライアンス塗装）
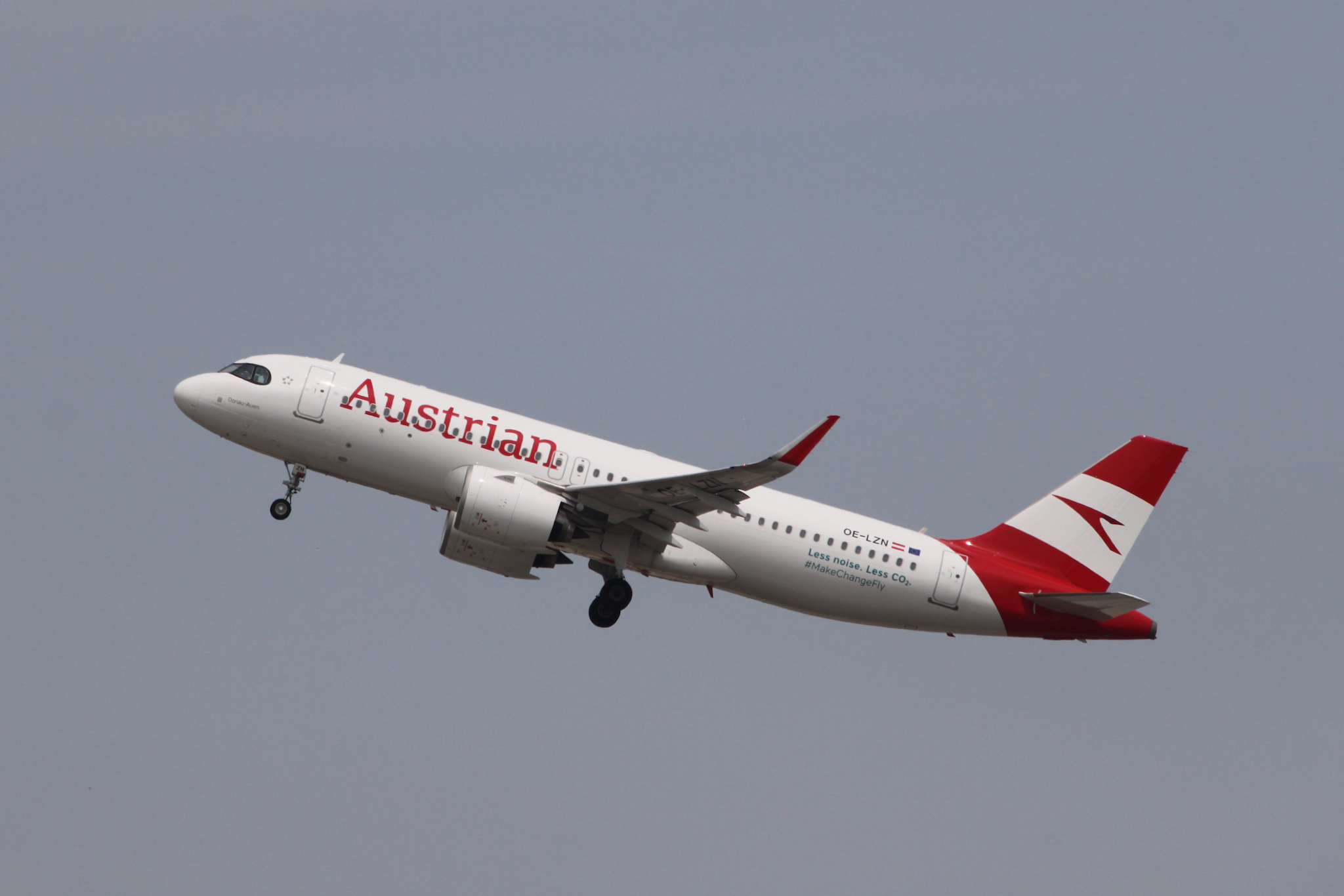
エアバスA320neo
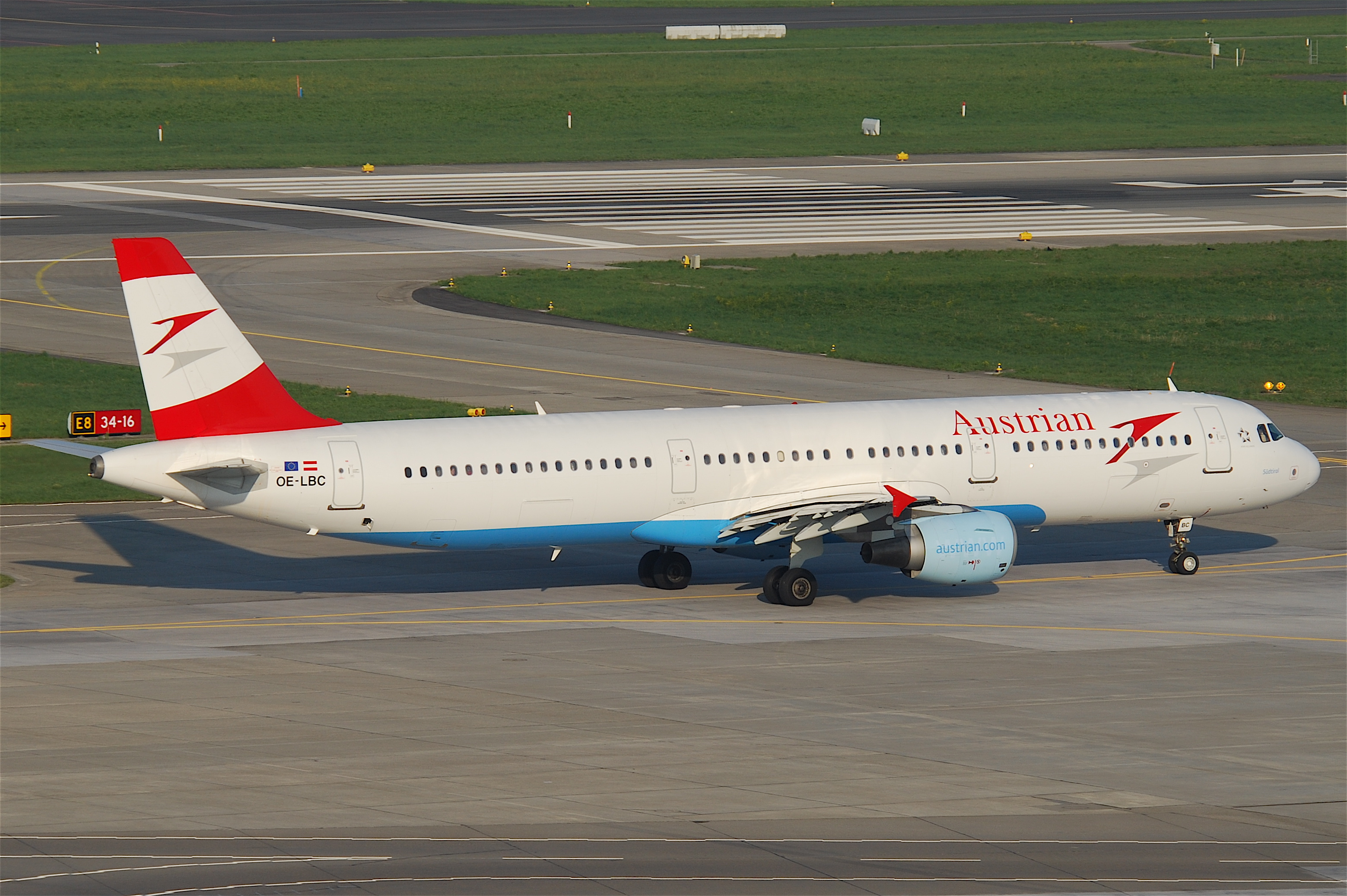
エアバスA321-100
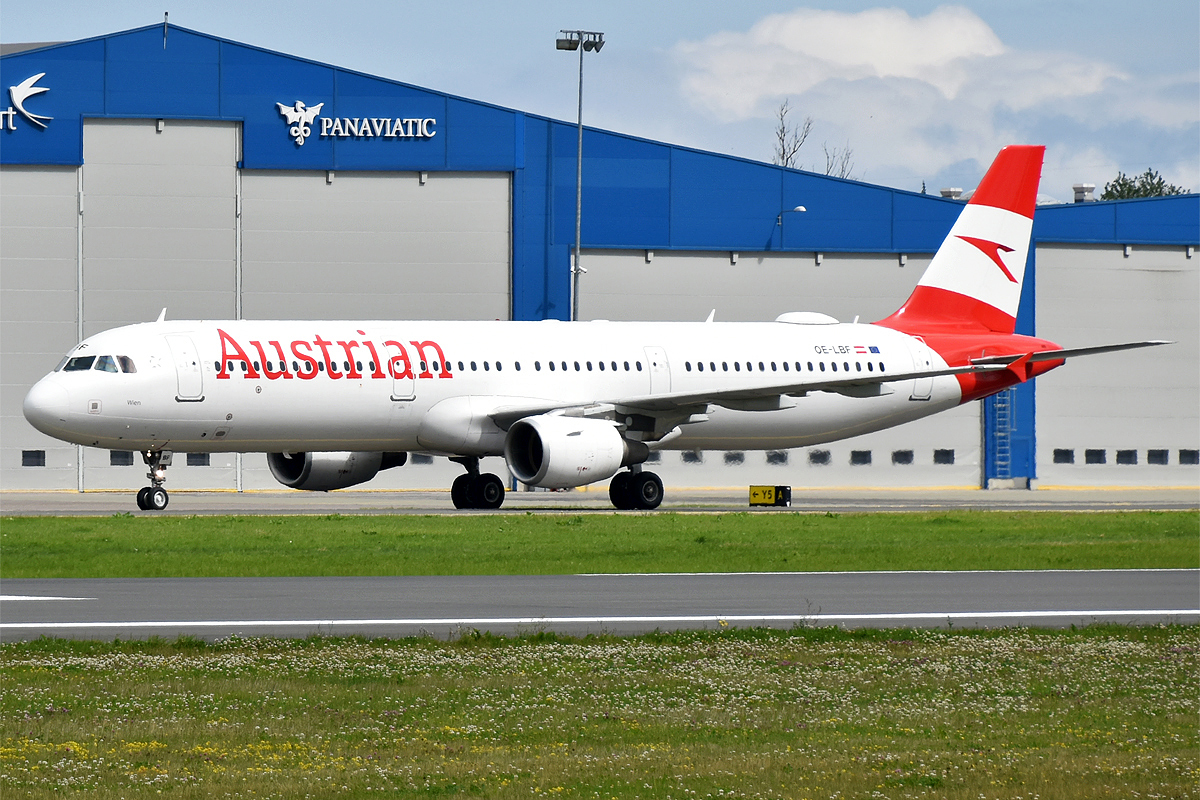
エアバスA321-200
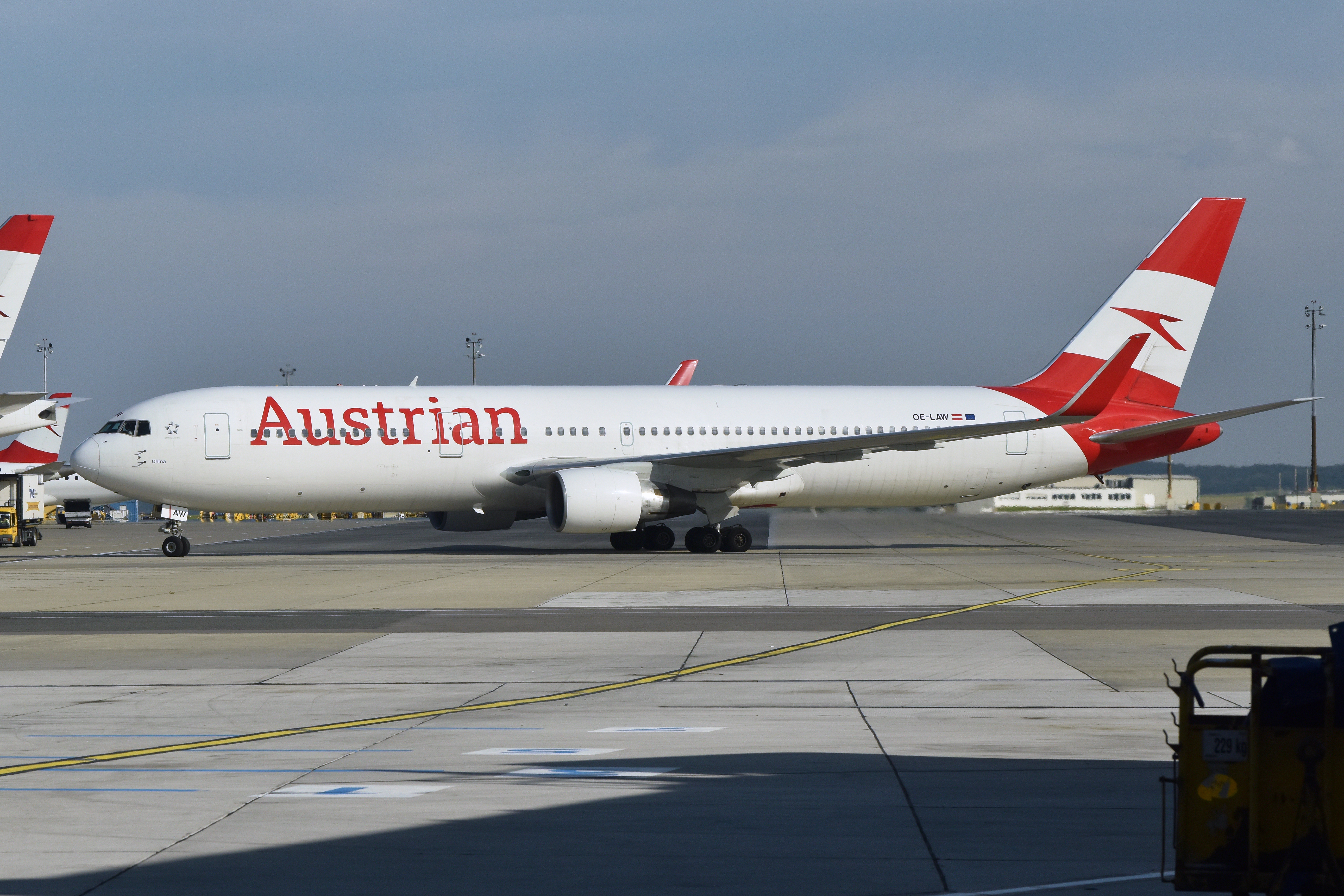
ボーイング767-300ER
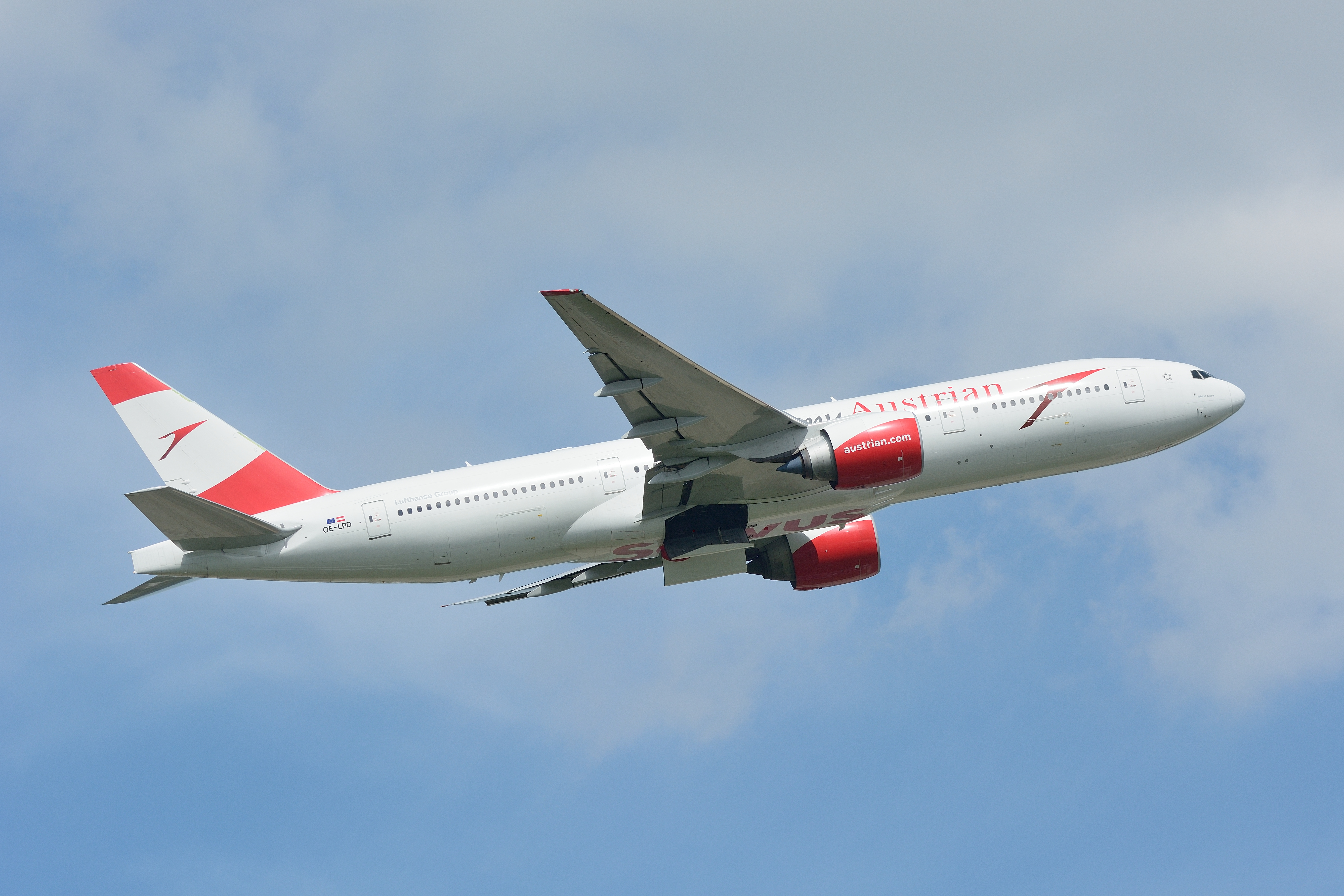
ボーイング777-200ER
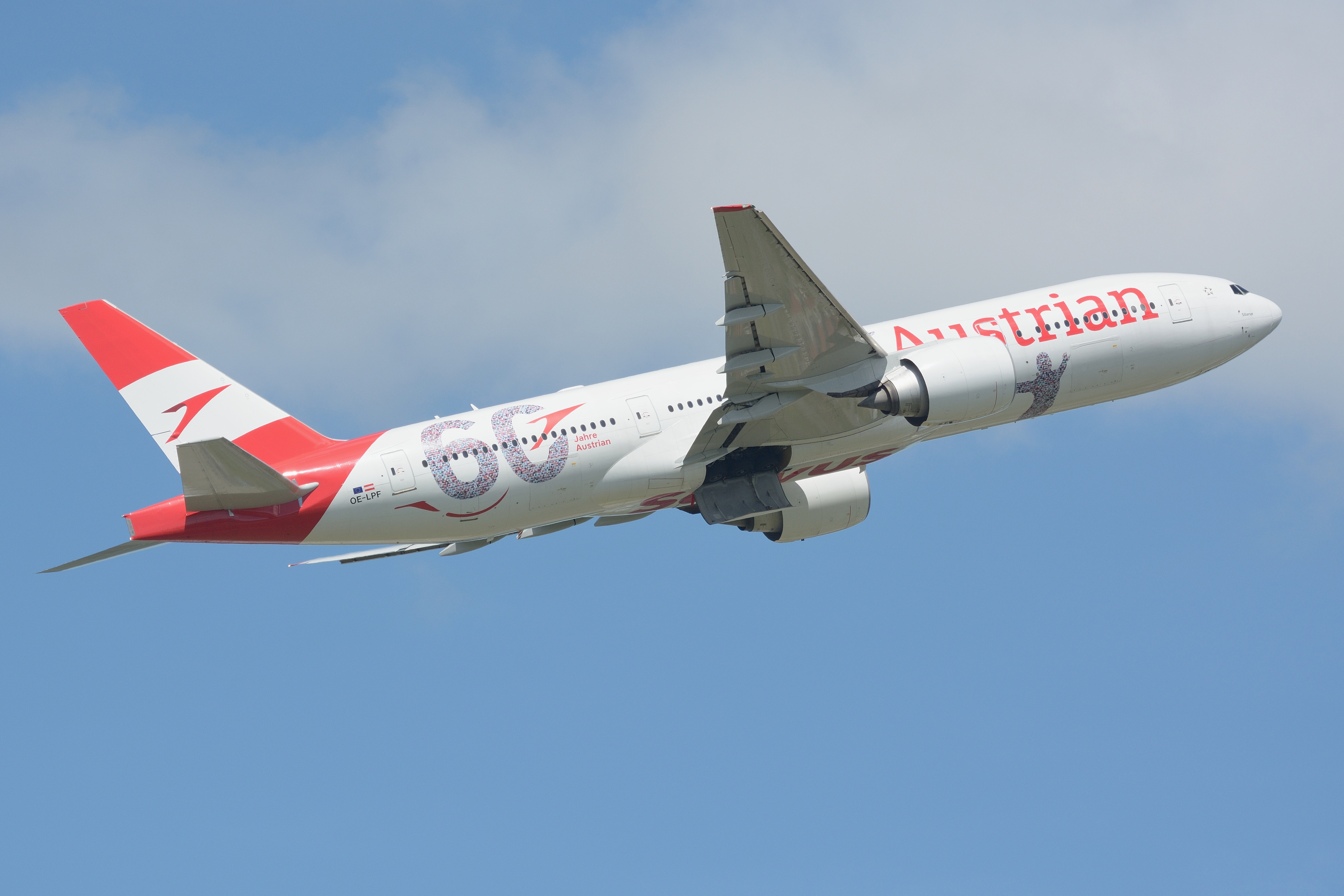
ボーイング777-200ER（60周年記念塗装）
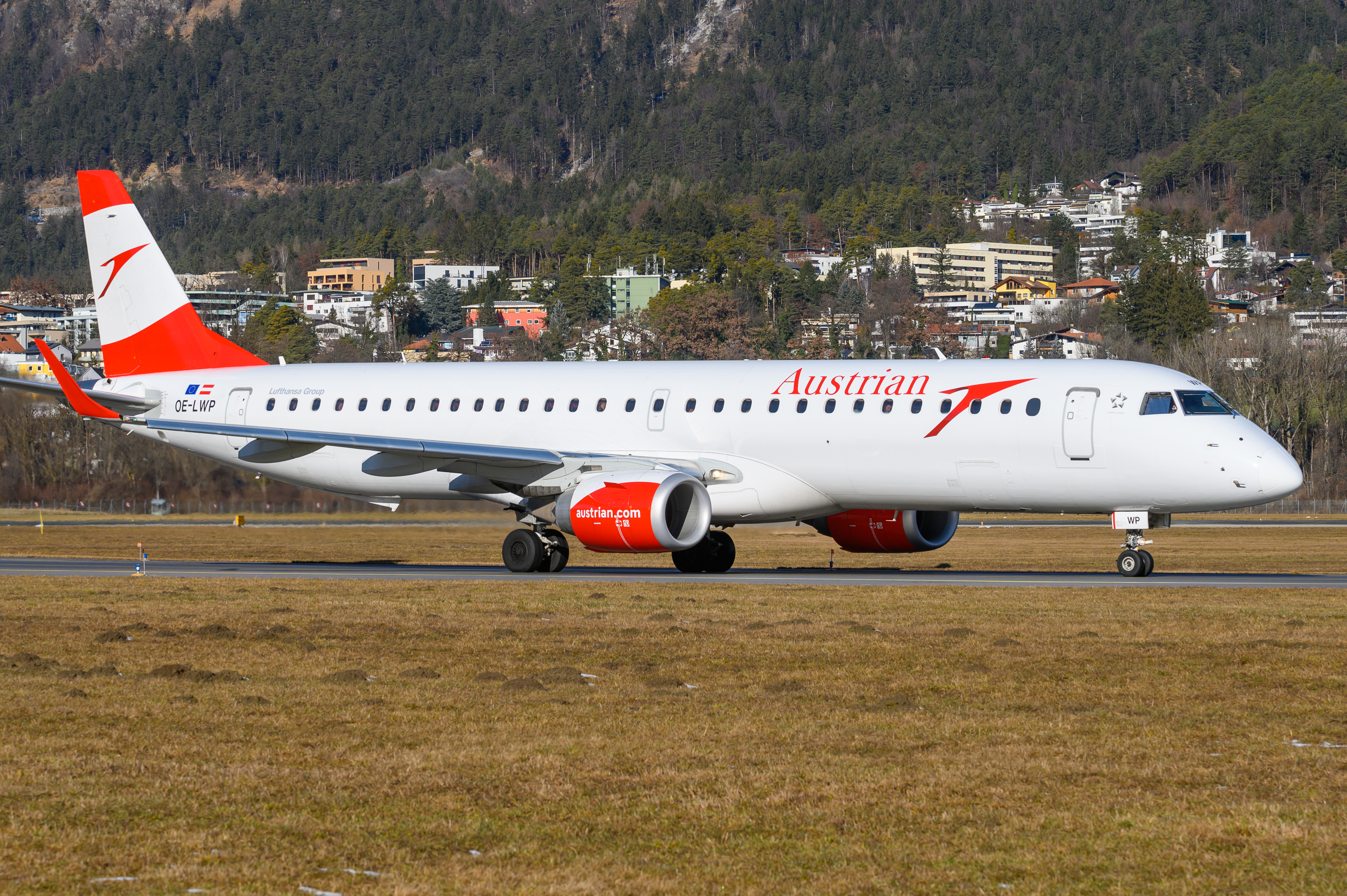
エンブラエル ERJ-195
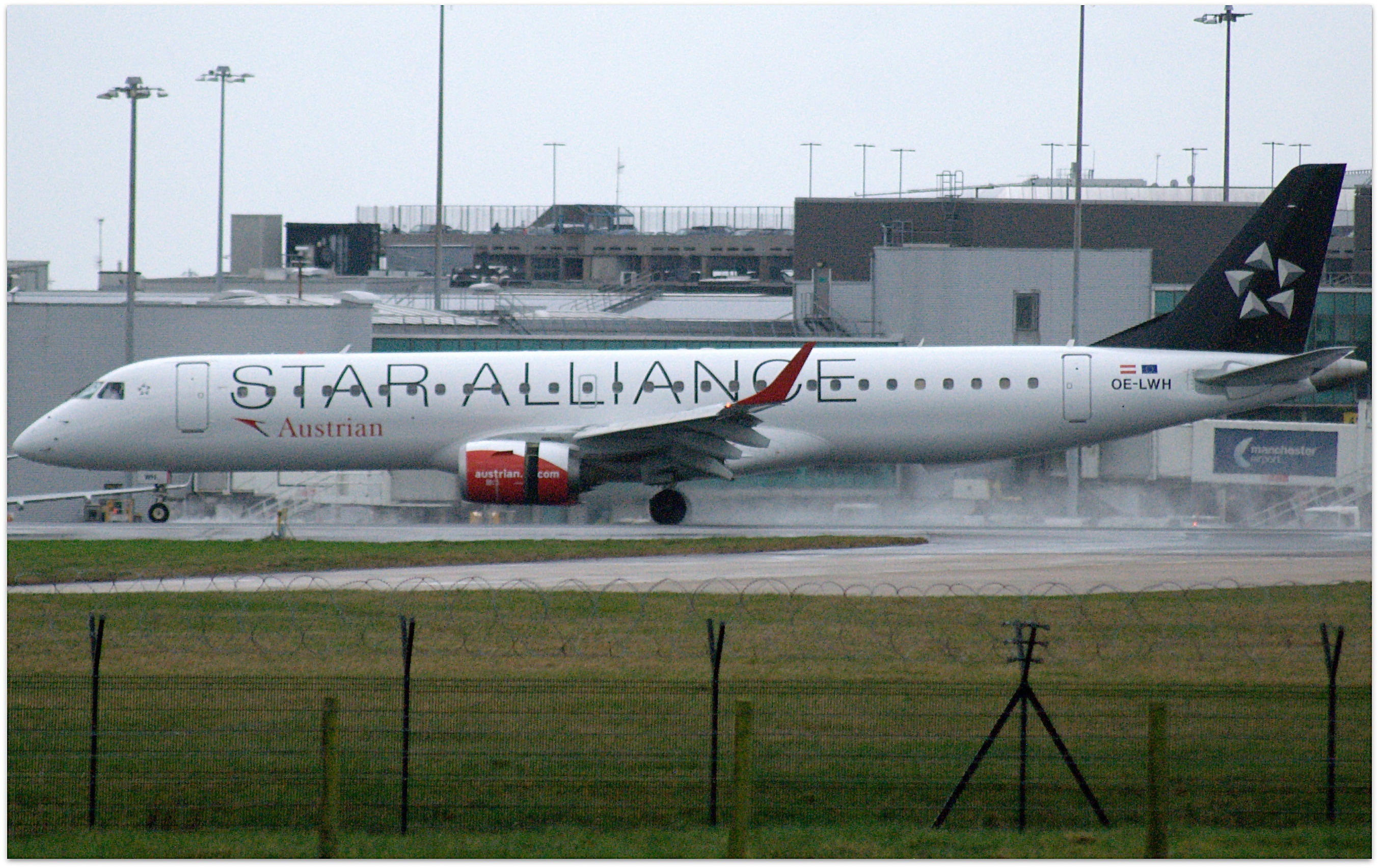
エンブラエル ERJ-195（スターアライアンス塗装）

### 退役機材
- エアバスA310-300
- エアバスA319-100
- エアバスA330-200
- エアバスA340-200/300
- ボーイング707-320
- ボーイング737-600/700/800
- ボンバルディア CRJ-100/200
- デ・ハビランド・カナダ DHC-8-400
- ダグラス DC-8-63CF
- フォッカー 50
- フォッカー 70
- フォッカー 100
- マクドネル・ダグラス DC-9-32/51
- マクドネル・ダグラス MD-81/MD-82/MD-83/MD-87
- シュド・カラベル
- ビッカース バイカウント

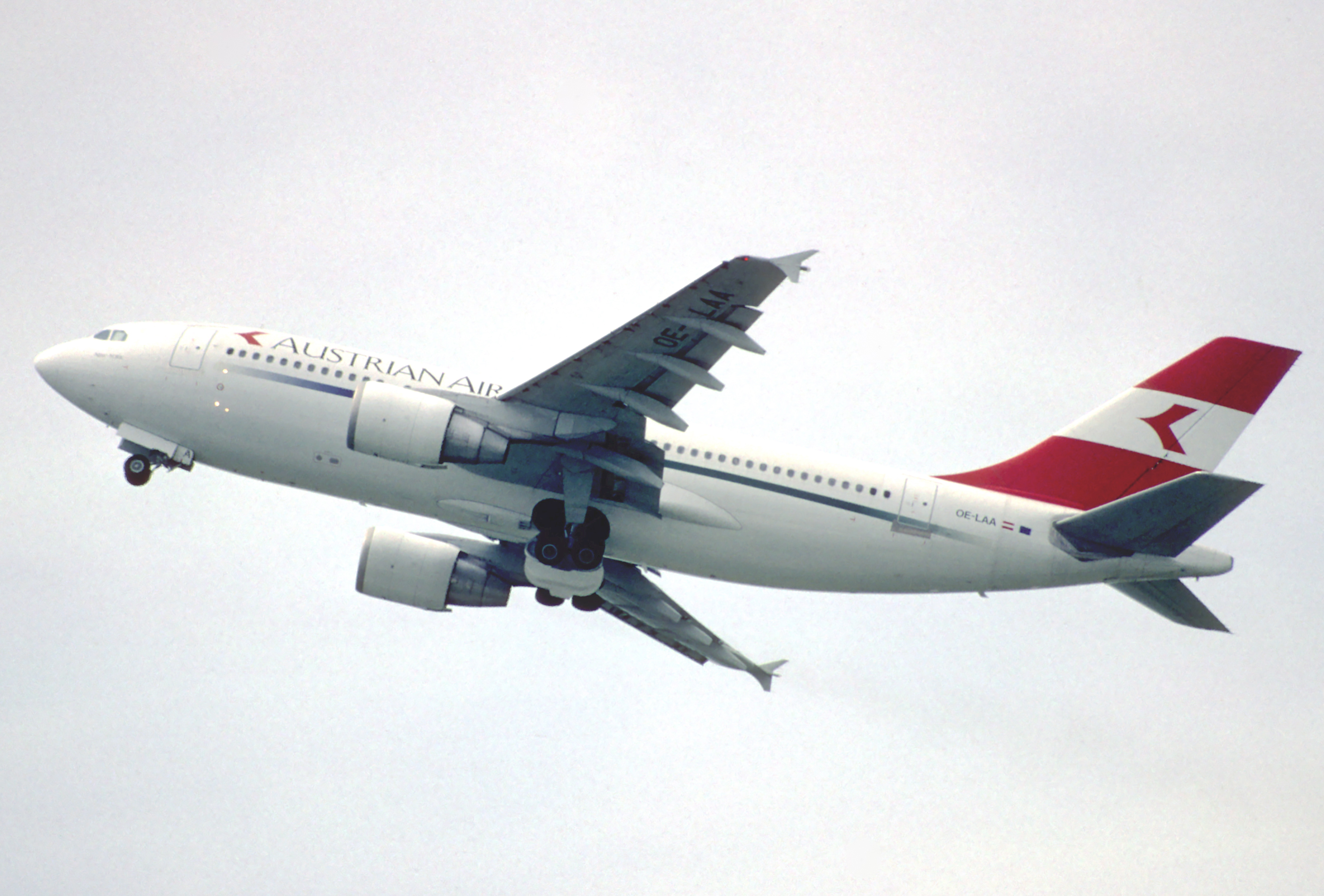
エアバスA310-300
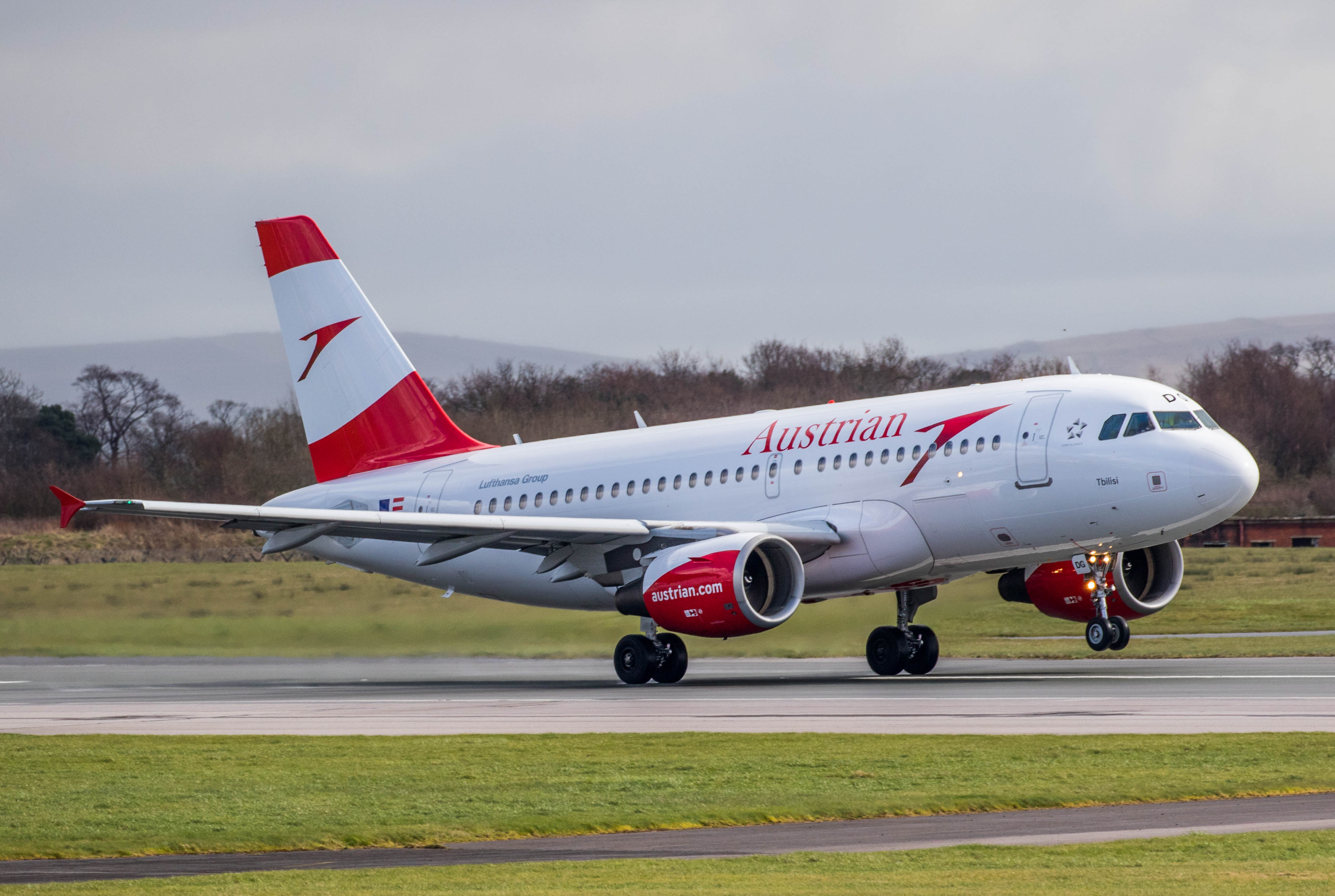
エアバスA319-100
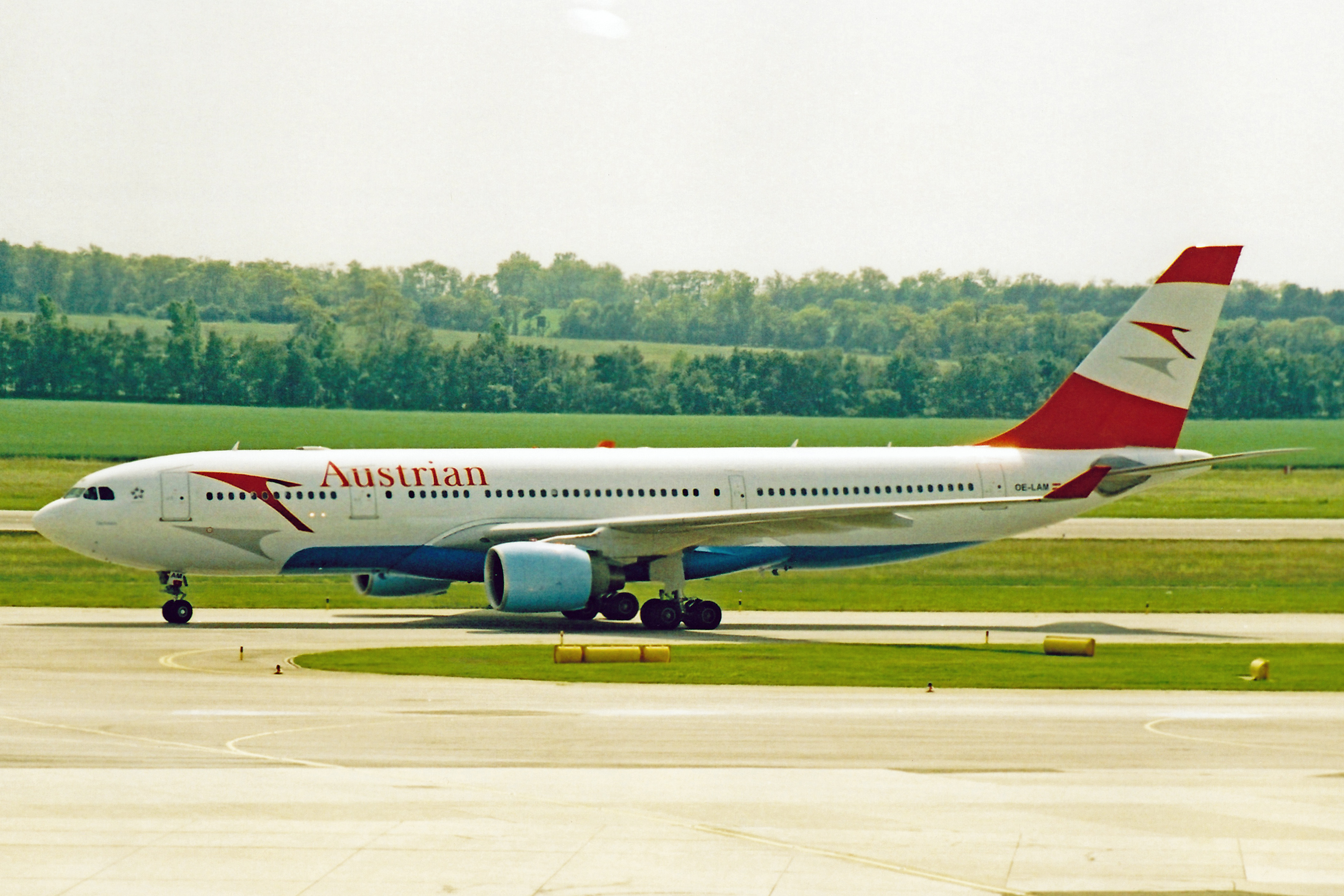
エアバスA330-200
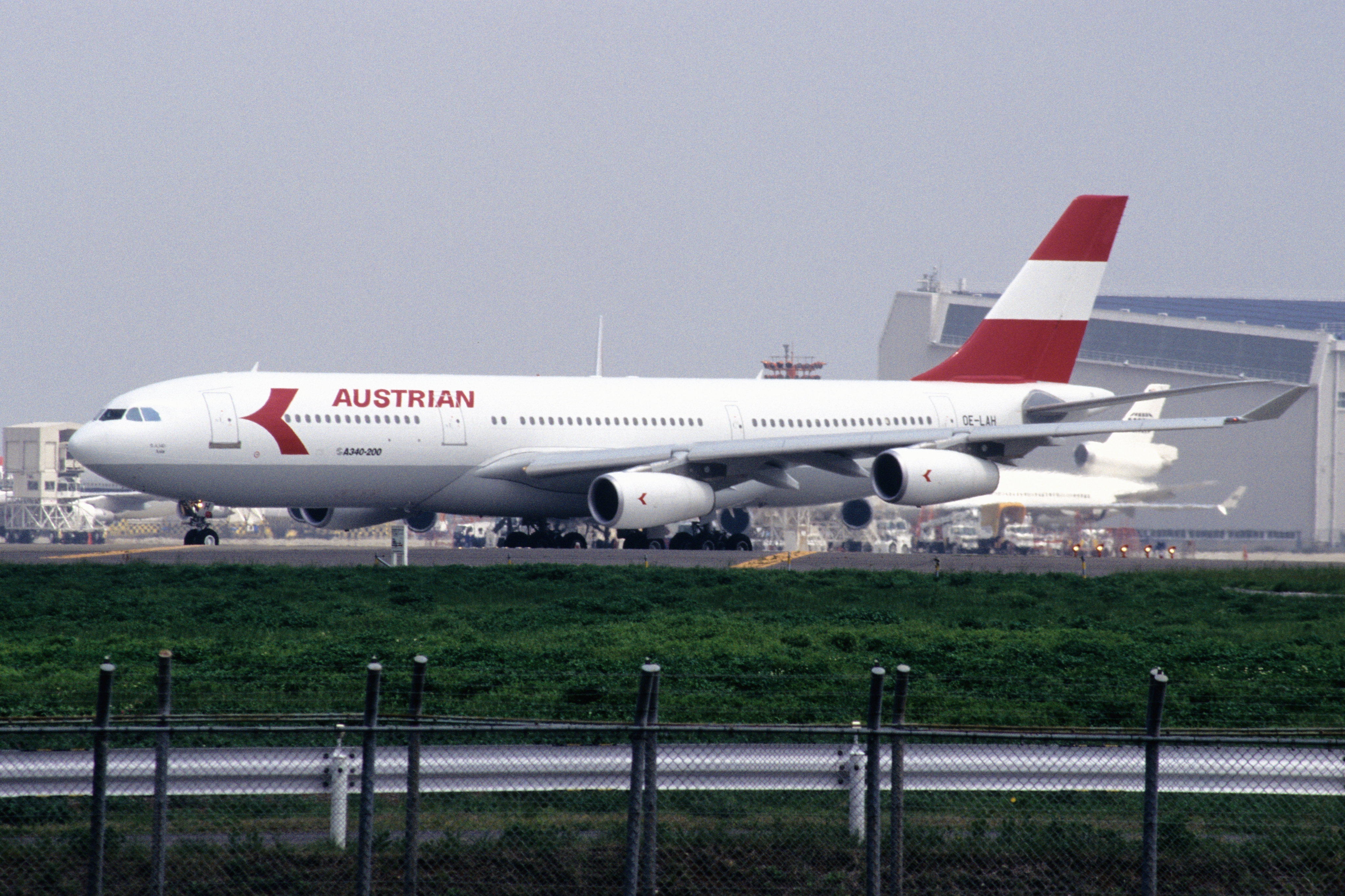
エアバスA340-200
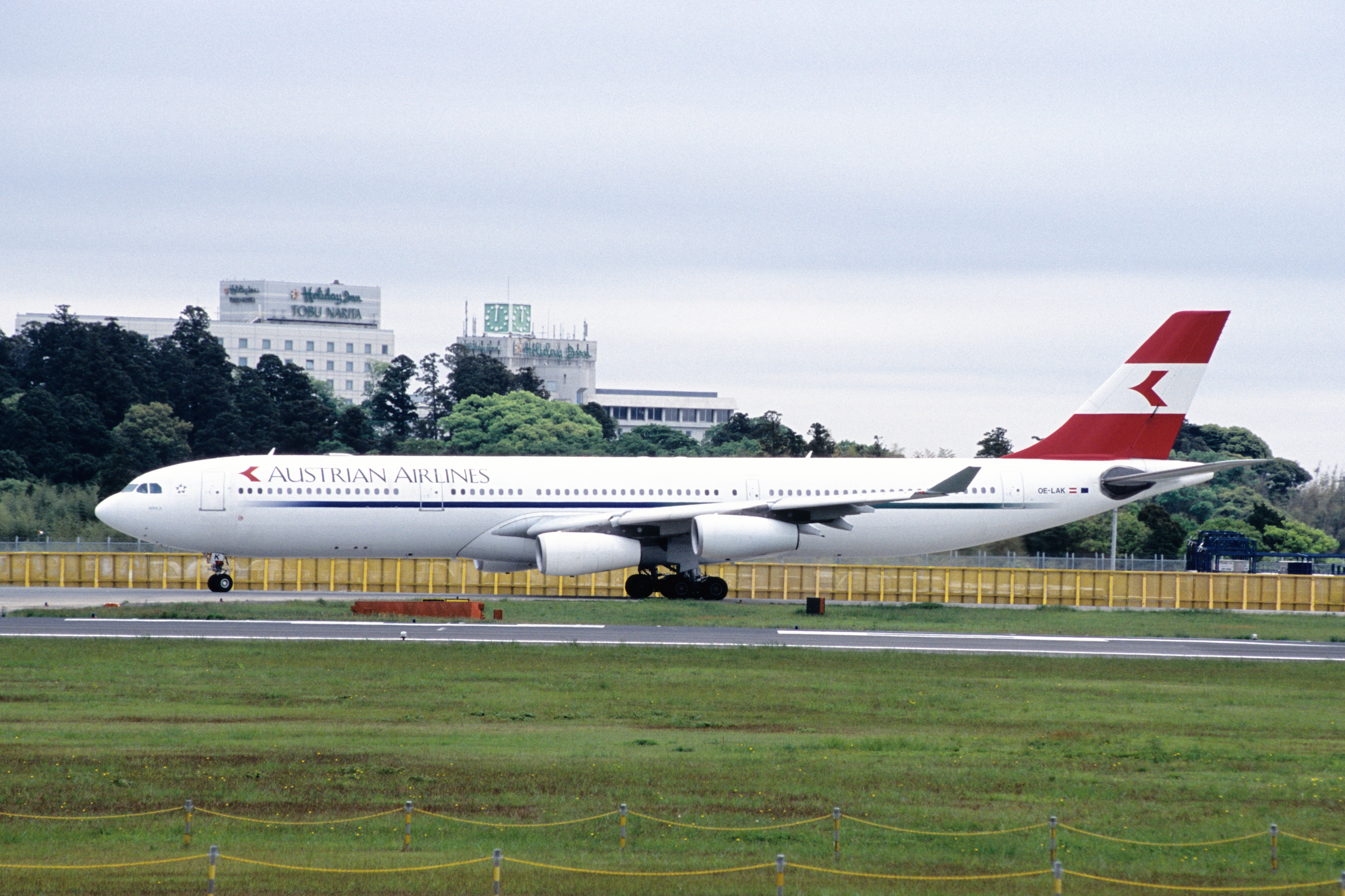
エアバスA340-300
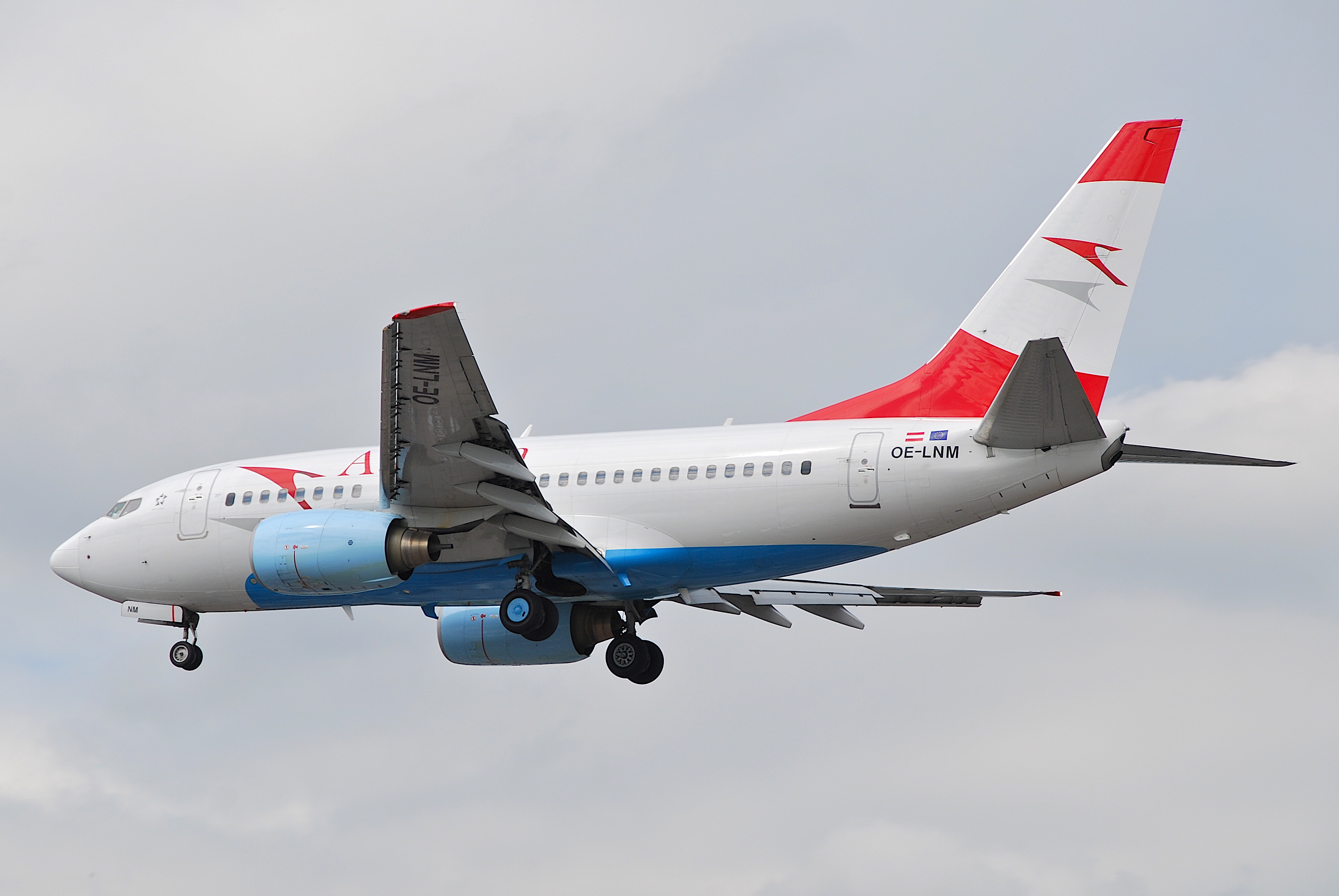
ボーイング737-600
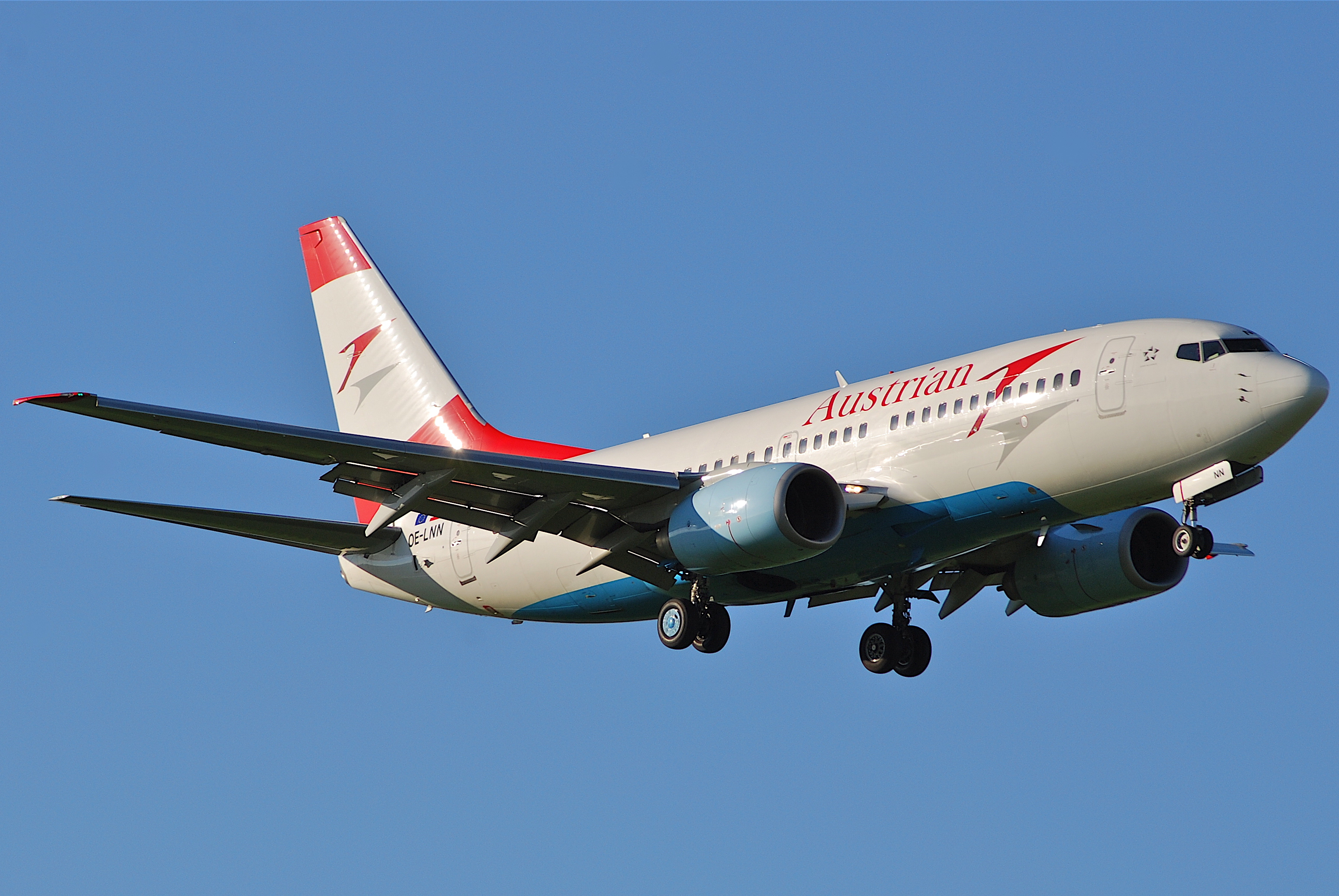
ボーイング737-700
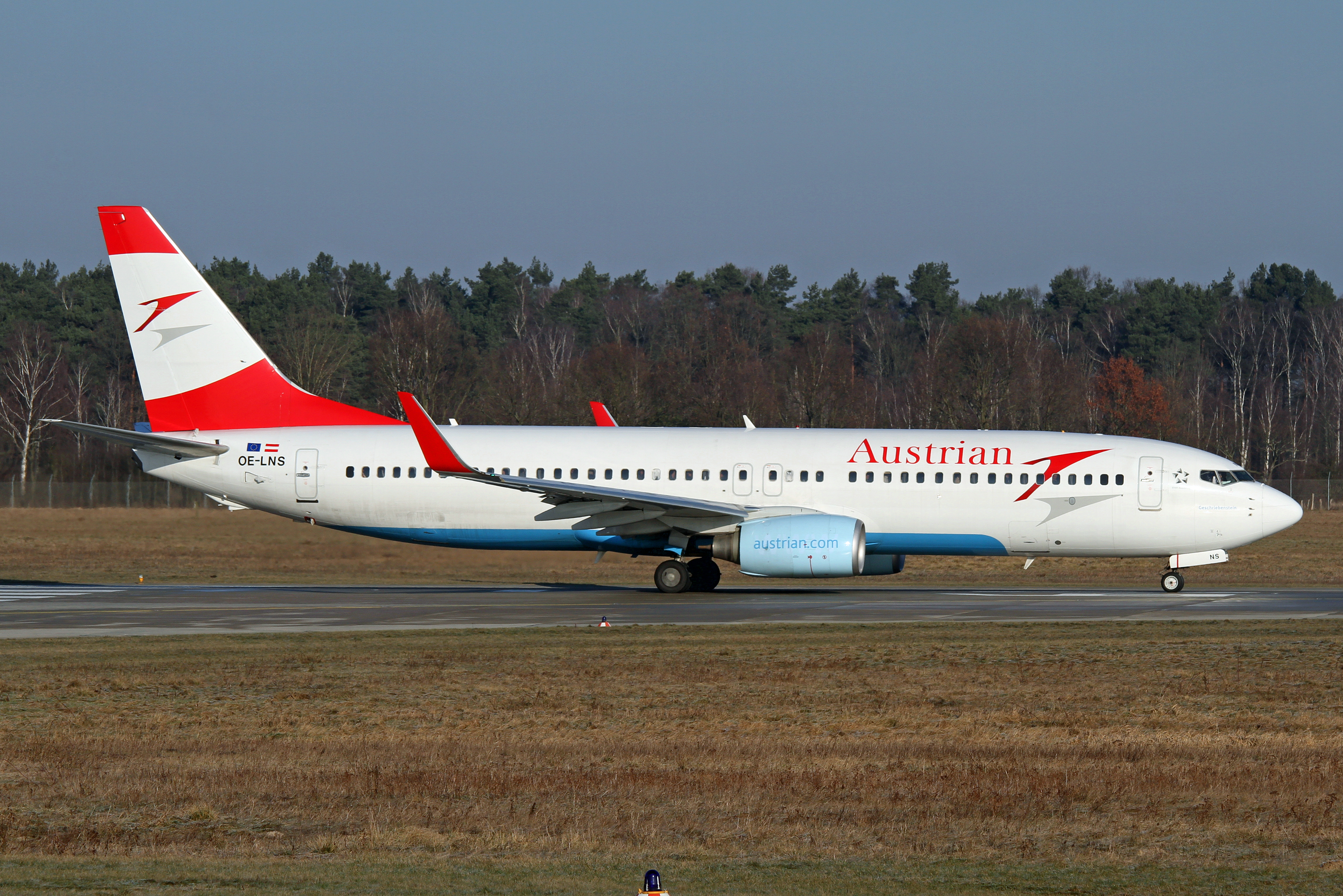
ボーイング737-800
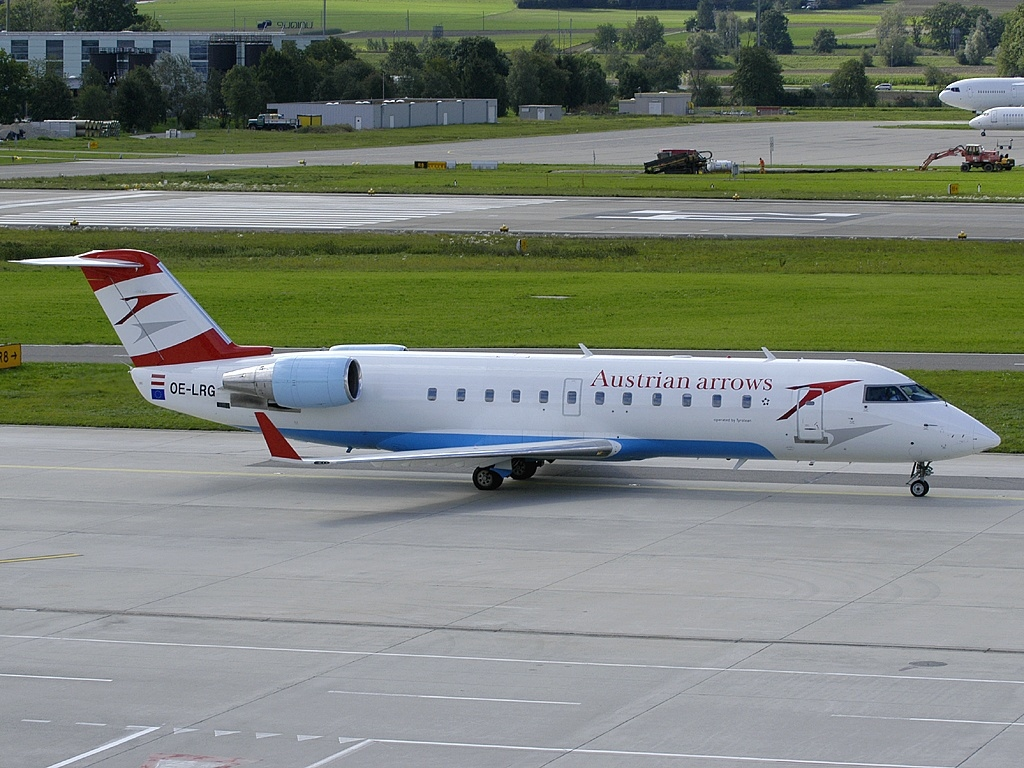
ボンバルディア CRJ-100
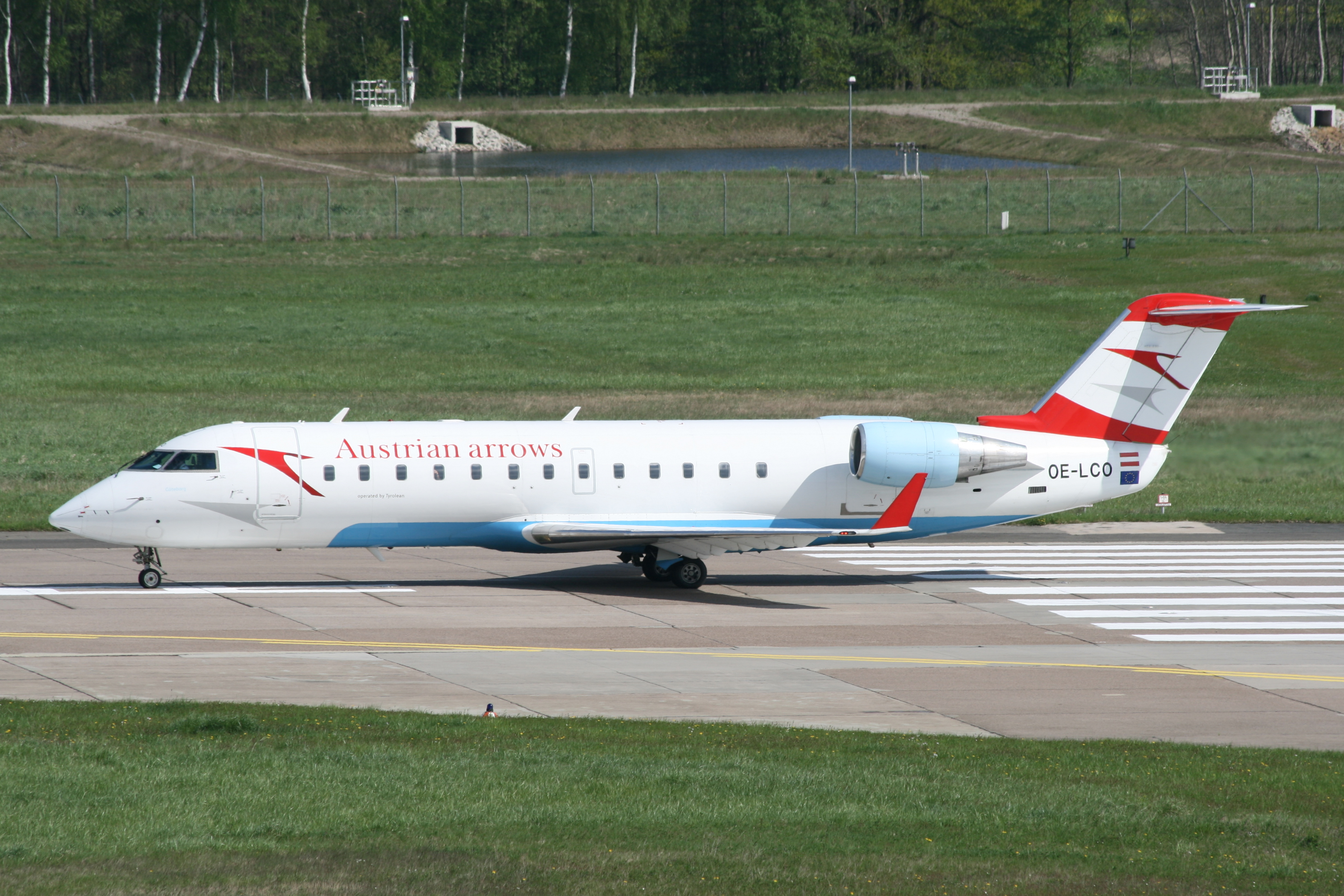
ボンバルディア CRJ-200
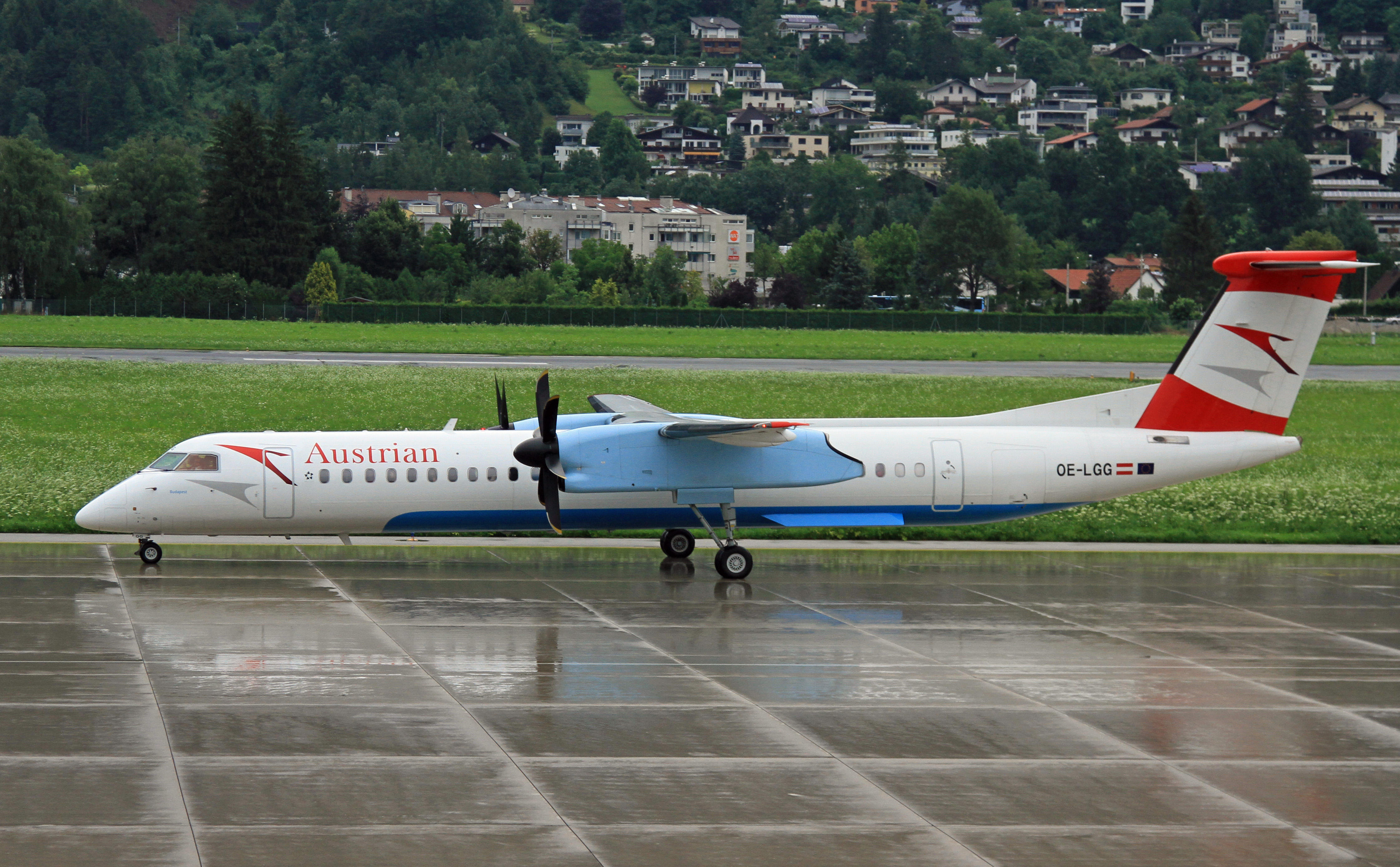
デ・ハビランド・カナダ DHC-8-400
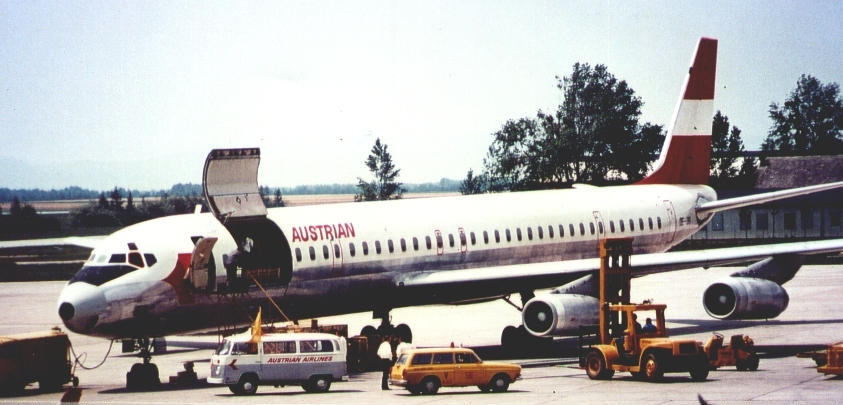
ダグラス DC-8-63CF
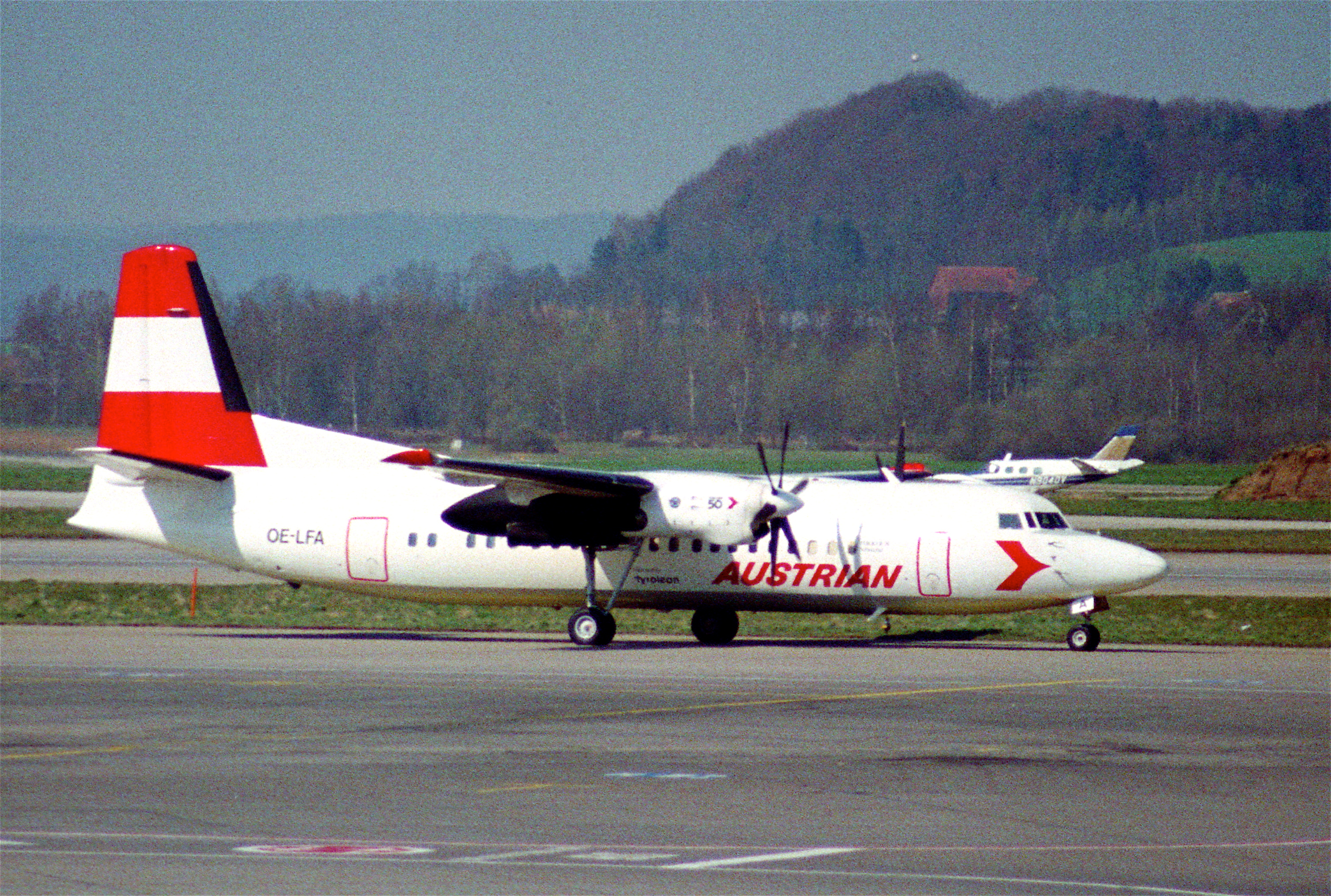
フォッカー 50
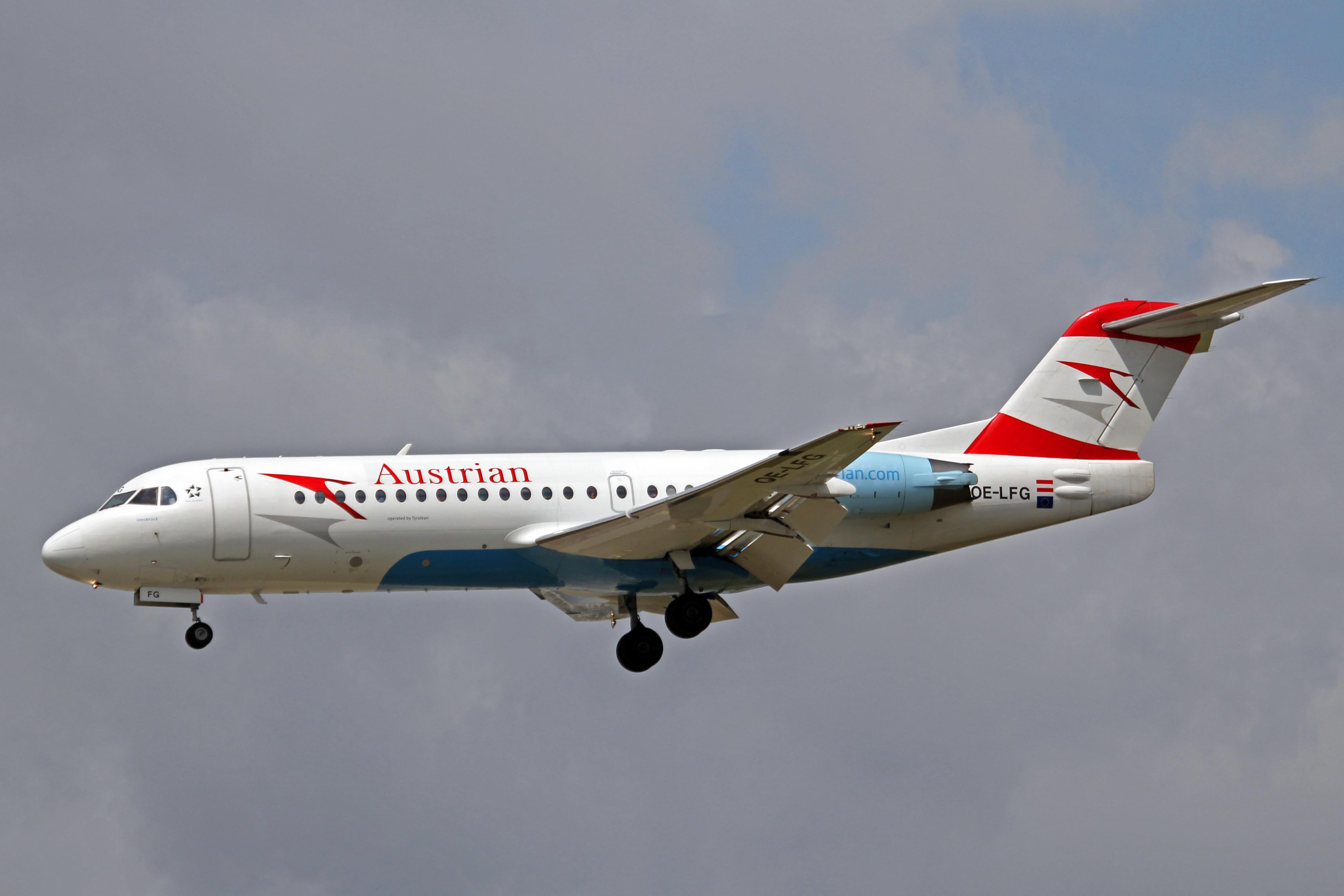
フォッカー 70
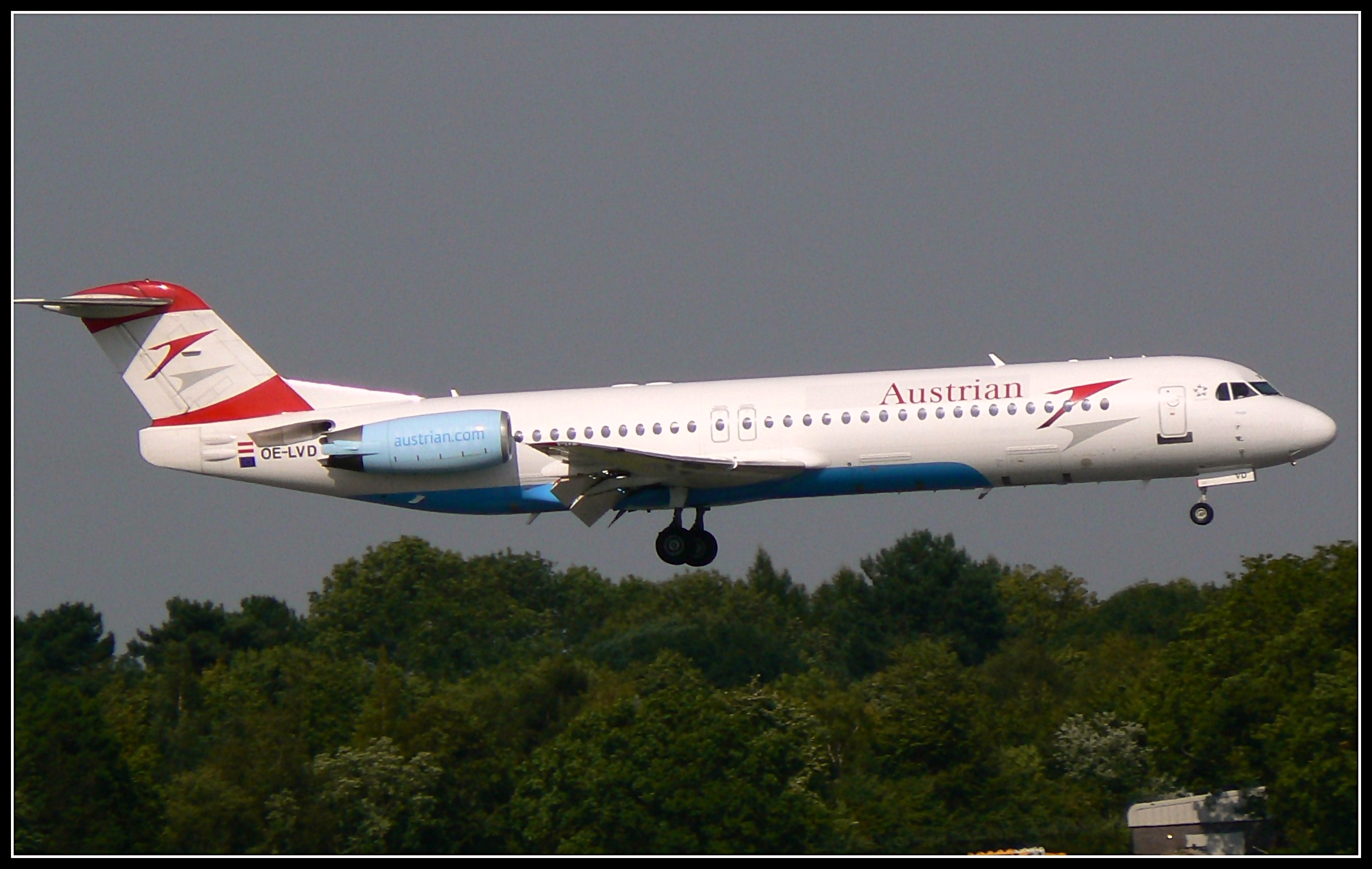
フォッカー 100
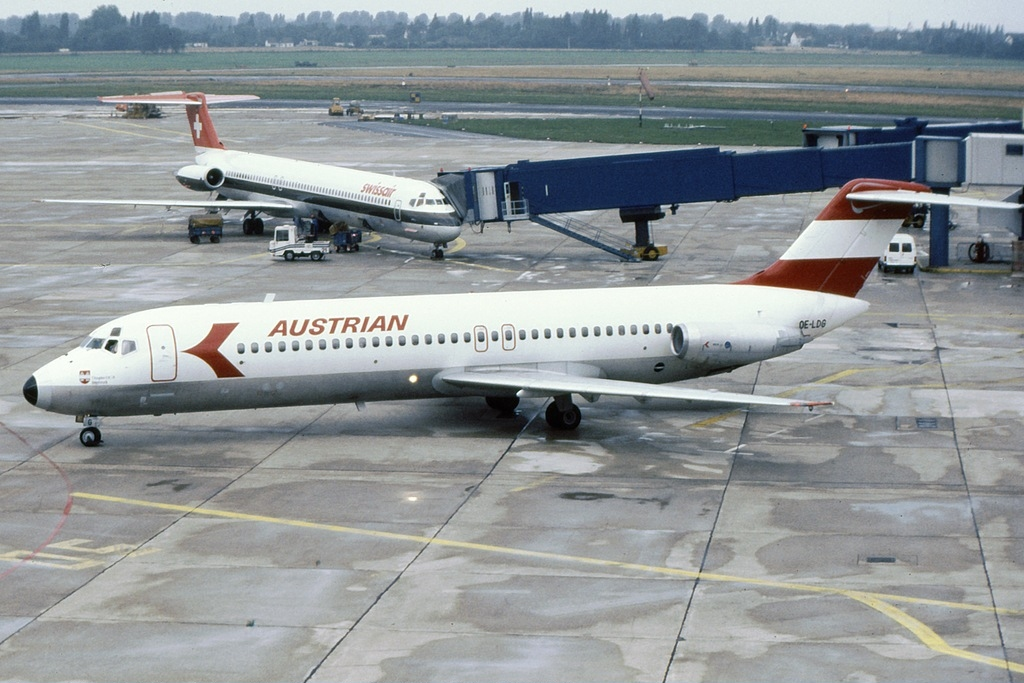
マクドネル・ダグラス DC-9-32
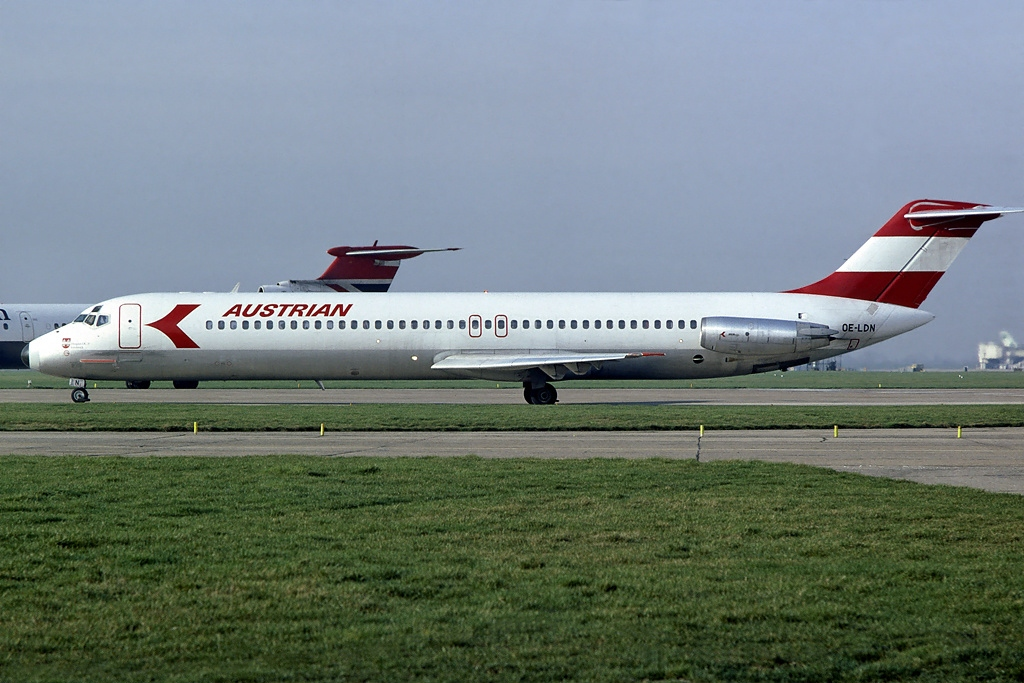
マクドネル・ダグラス DC-9-51
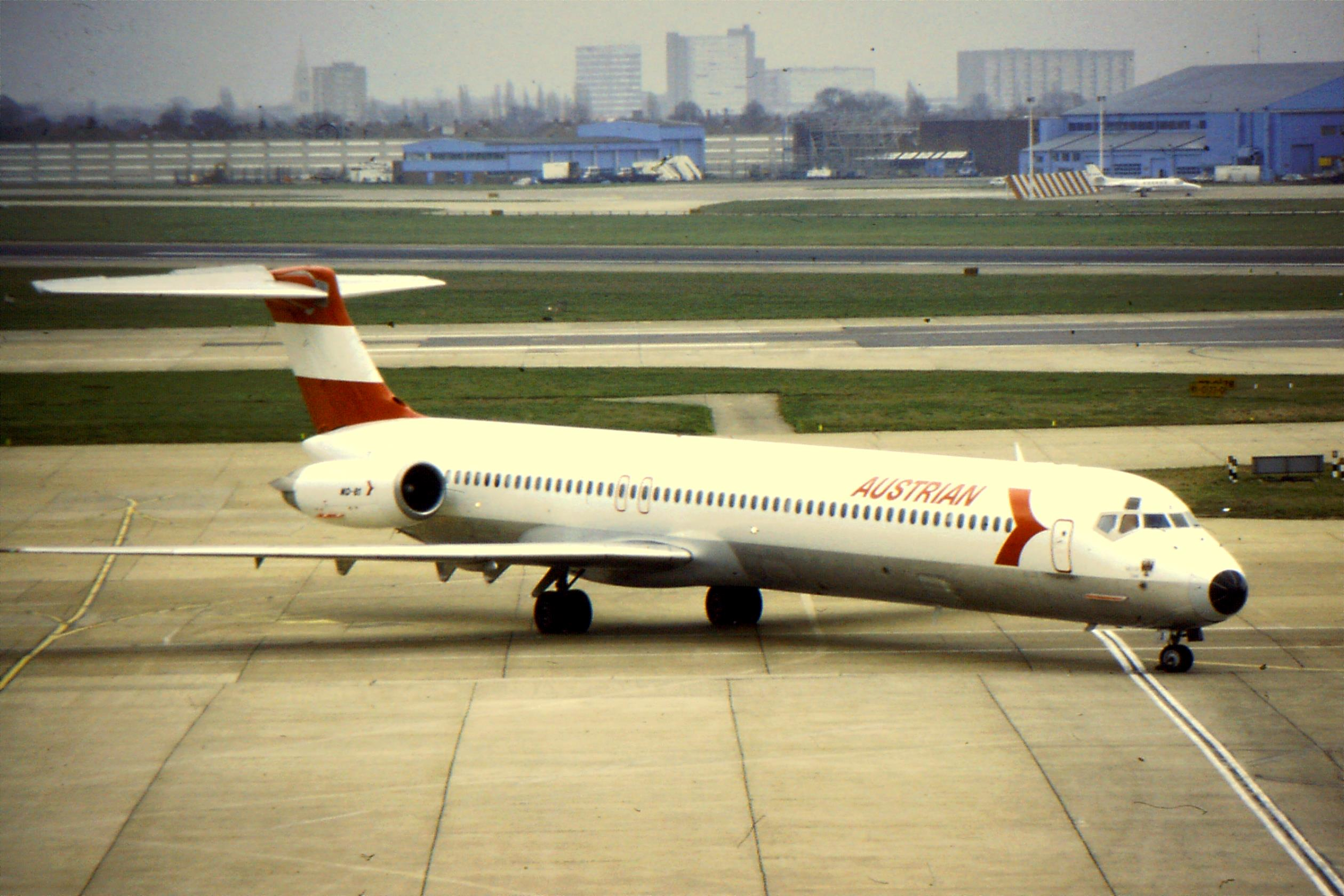
マクドネル・ダグラス MD-81
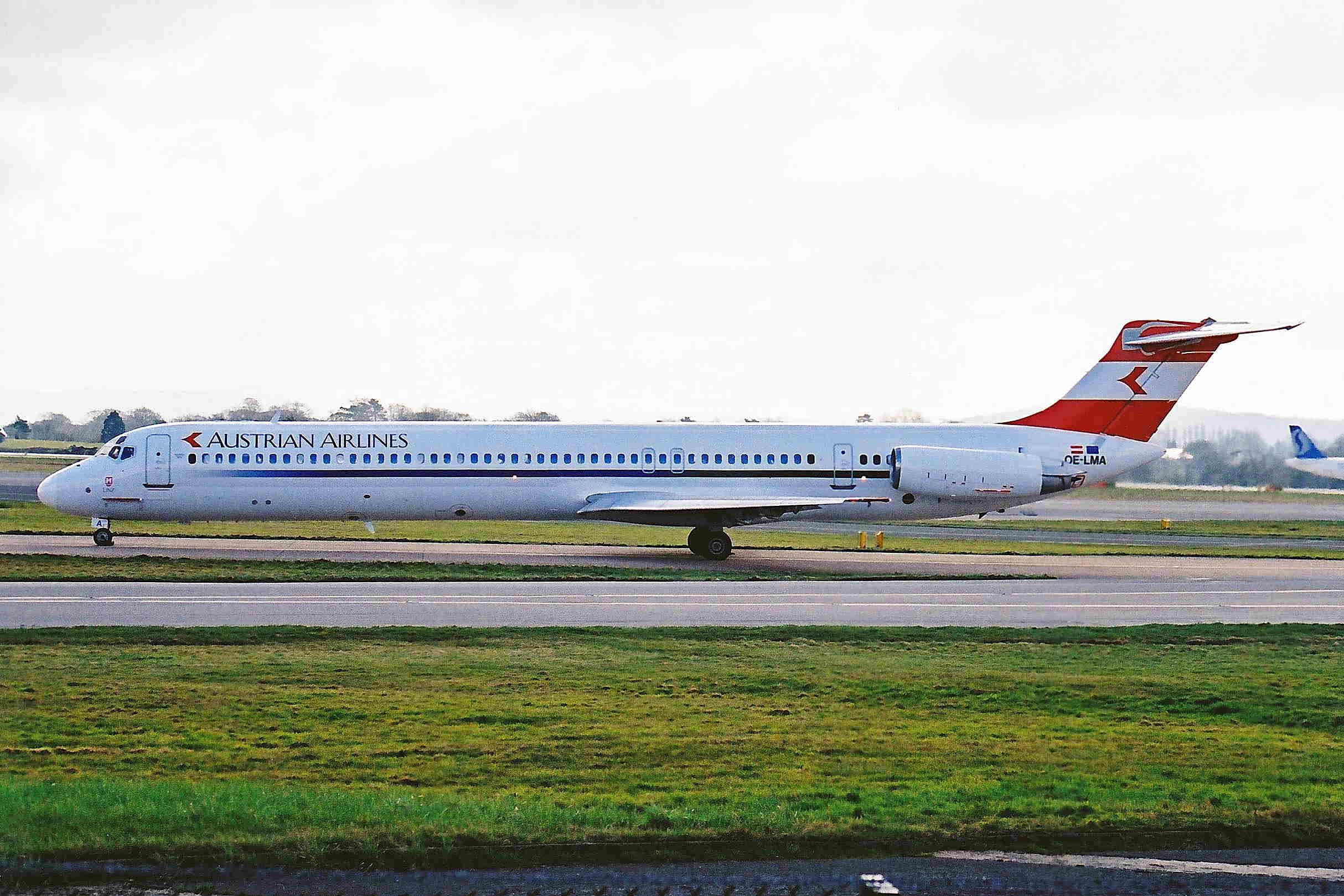
マクドネル・ダグラス MD-82
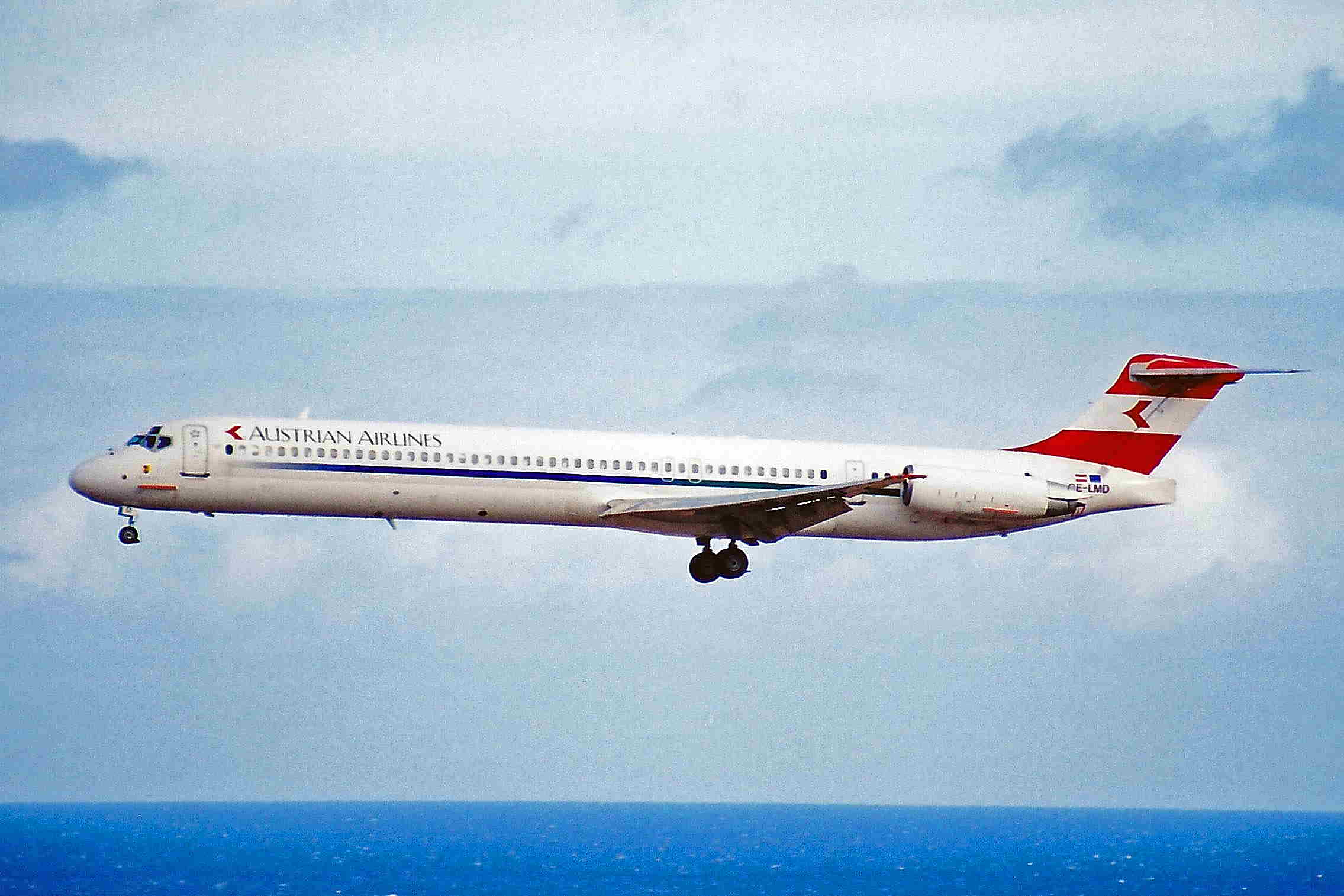
マクドネル・ダグラス MD-83
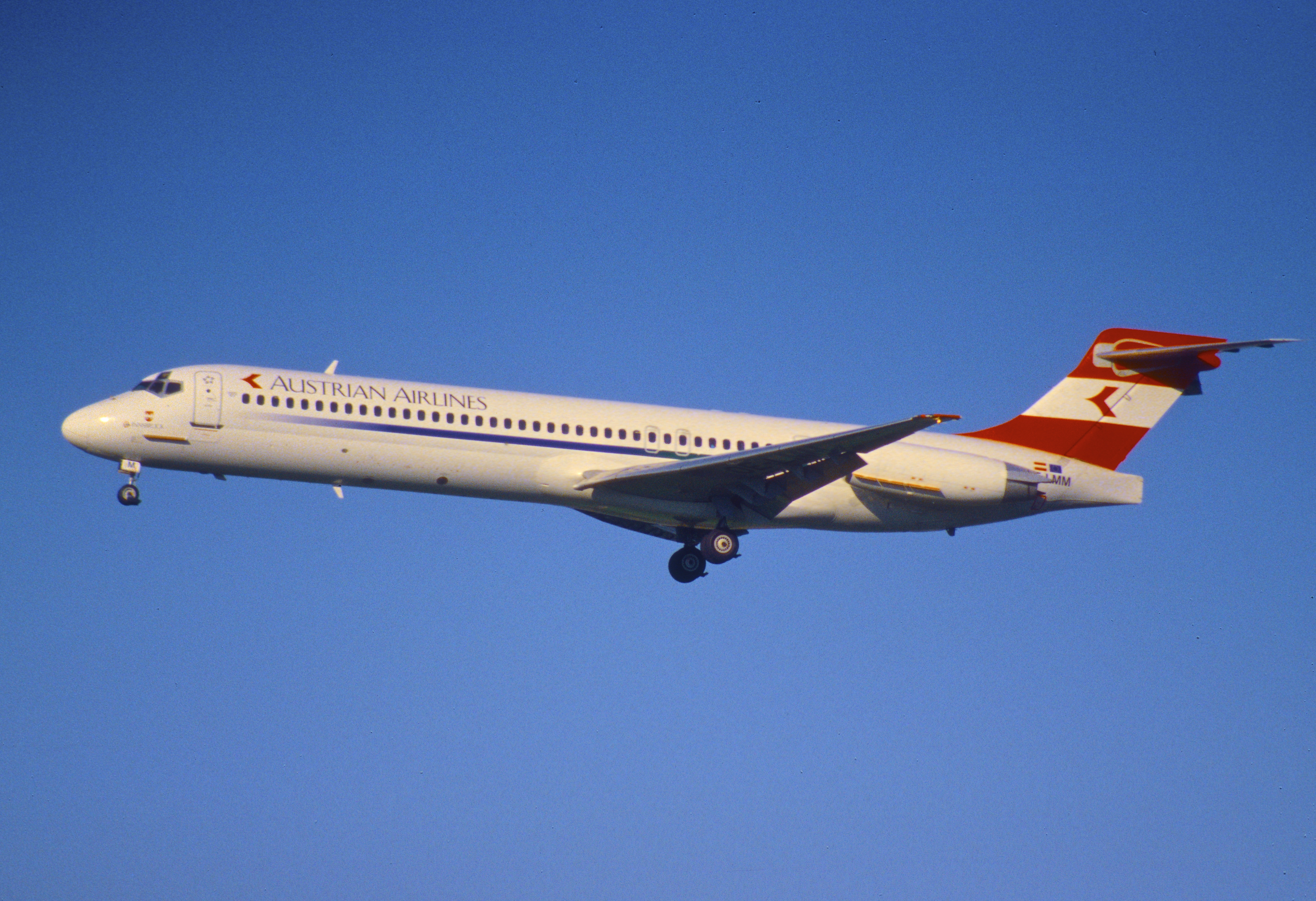
マクドネル・ダグラス MD-87
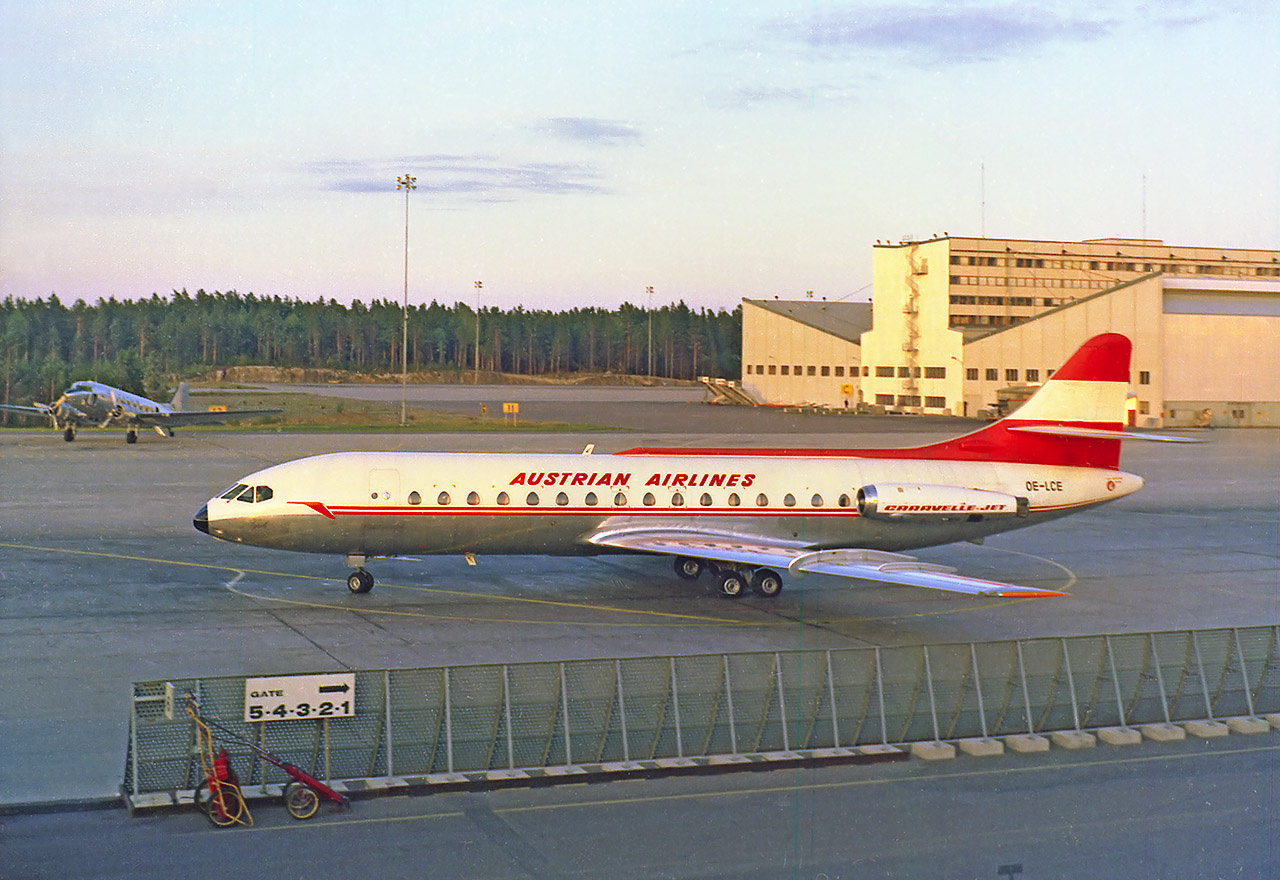
シュド・カラベル
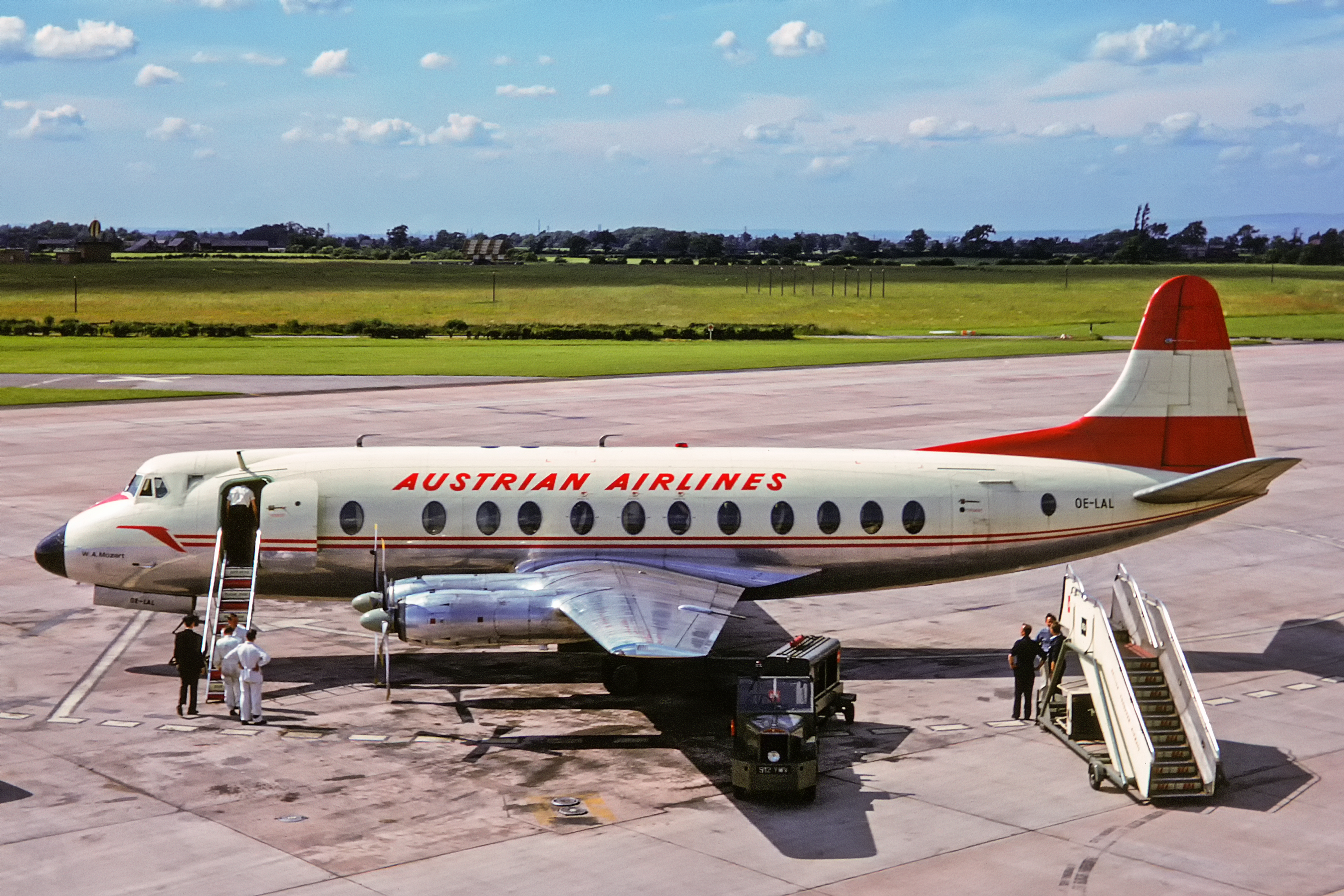
ビッカース バイカウント

## 日本との関係

### 日本への運航便
| 便名                       | 路線      | 路線        | 機材                | コードシェア  | 備考               |
| -------------------------- | --------- | ----------- | ------------------- | ------------- | ------------------ |
| OS50/51                    | ウィーン  | 東京/成田   | ボーイング777-200ER | NH/全日本空輸 | 夏スケジュール限定 |
| 日本国内線へのコードシェア |           |             |                     |               |                    |
| 運航会社                   | 路線      | 路線        | 運航会社便名        | 自社便名      | 備考               |
| 全日本空輸                 | 東京/成田 | 札幌/新千歳 | NH2155              | OS8555        | 成田発のみ         |
| 全日本空輸                 | 東京/成田 | 中部        | NH493               | OS8551        | 成田発のみ         |
| 全日本空輸                 | 東京/成田 | 大阪/伊丹   | NH2177              | OS8557        | 成田発のみ         |

### 日本との歴史
- 1989年7月16日、アエロフロート、全日本空輸との3社共同運航で、ウィーン-モスクワ-東京/成田線を開設する。使用機材はエアバスA310。
- 1994年、ウィーン - 関西線を開設する。
- 2016年9月4日をもって、日本経済の停滞と円安による価格競争の激化により、不採算路線となったウィーン-東京/成田線を廃止[19][20][21]。
- 2018年5月15日、東京/成田-ウィーン線の運行を再開[22]。夏スケジュール限定での運航。なお、2020年は新型コロナウイルス感染拡大の影響で運航していない。
- 2019年夏ダイヤにおいて、週6-7便のうち週2便にボーイング767-300ERの投入する予定だったが、全ての便をボーイング777-200ERにて運航するよう計画を変更した[23][24]。
- 2021年3月29日、東京/成田-ウィーン線を再開[25]。